# Schloss Simiane-la-Rotonde
Das Château de Simiane-la-Rotonde liegt in der französischen Gemeinde Simiane-la-Rotonde im Département Alpes-de-Haute-Provence in der Région Provence-Alpes-Côte d’Azur auf der Spitze eines kegelförmigen Felssporns, dessen Spitze von der Ruine des Châteaus mit seiner Rotunde bekrönt wird. Simiane-la-Rotonde ist ein typisches Beispiel eines „village perché“ (Bergdorf), zu dessen Füßen sich eine weitläufige Ebene ausbreitet.
Die innere Struktur des Gebäudes der Rotunde mit seinem nicht ganz kreisrunden Kuppelgewölbe erinnert an die Sakralarchitektur damaliger Zeit (12. Jahrhundert). Das hat dazu geführt, dass man in jüngerer Vergangenheit im ihm zeitweise einen Kirchen- oder Memorialbau sehen wollte. Heute ist es allerdings unbestritten, dass es sich um einen wehrhaften Burgturm, einen Donjon, handelt. Es wird vermutet, dass das Erdgeschoss des Turms als Lagerraum genutzt wurde, während das obere Geschoss zu repräsentativen oder gar administrativen Zwecken gedient hat, wie etwa zur Versammlung der Vasallen des Burgherrn. Ein Vergleich mit den „Rittern der Tafelrunde“ liegt nahe.

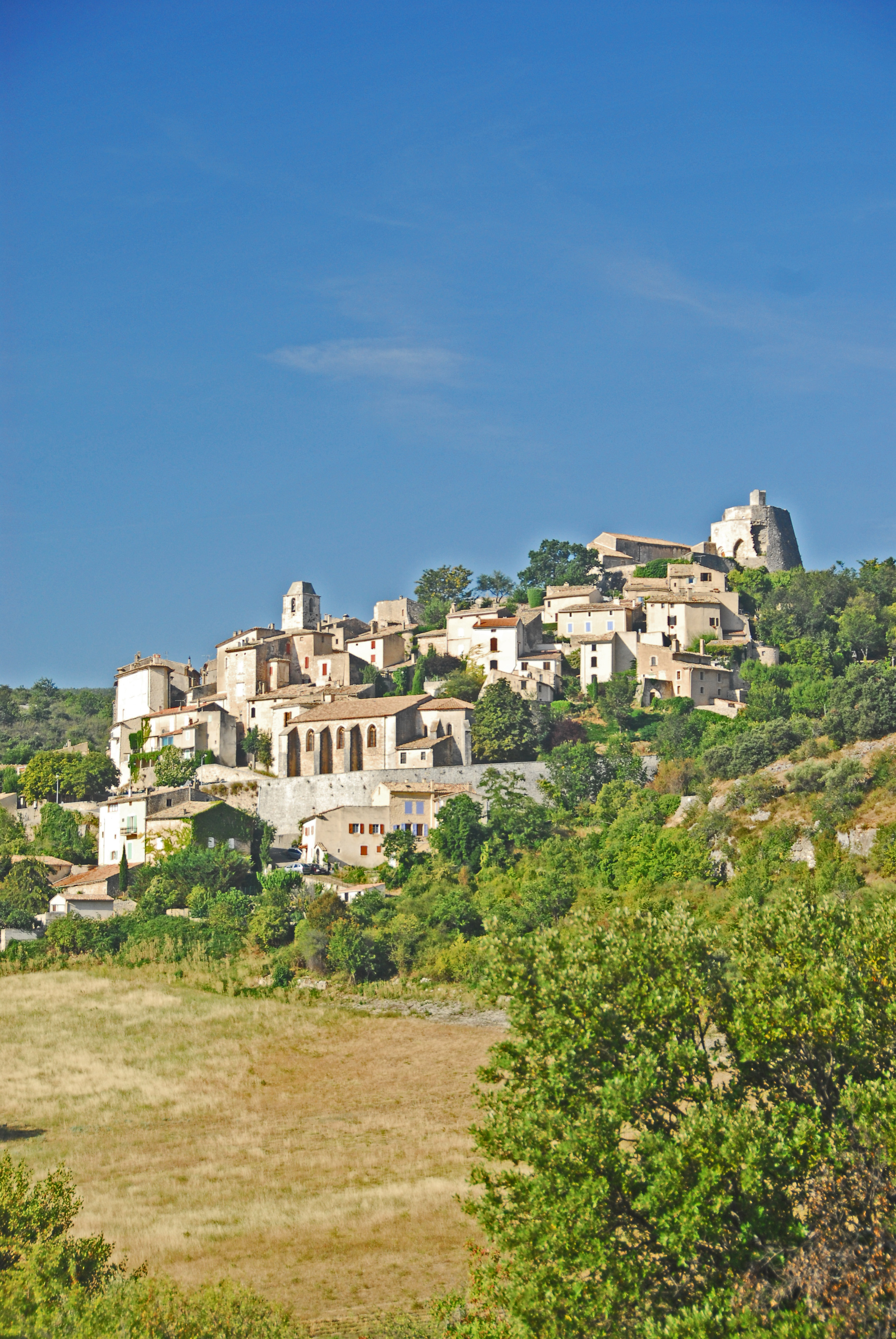
Ansicht des Dorfes von Südosten

Der Donjon von Simiane ist das einzig bekannte Beispiel eines aristokratischen Wohnturms in Form einer Rotunde im Südfrankreich des 12. Jahrhunderts. Er ist wahrscheinlich ein enger Verwandter, wenn nicht sogar das Vorbild des Tour de Constance Ludwigs des Heiligen in Aigues-Mortes, der im 13. Jahrhundert errichtet wurde.

## Geschichtliches
Die Rotunde von Simiane ist keineswegs ein isoliert stehendes Baudenkmal, sondern Teil einer Gesamtanlage, einer der Burg eng benachbarten Ortschaft, dem „Castrum Simianae“  der mittelalterlichen Texte. Das älteste Dokument, das die Rotunde erwähnt, ist eine Akte aus dem Jahr 1031, die vom „Cartulaire de Saint-Victor de Marseille“ aufbewahrt wird.
Die Burg, von der im Wesentlichen die Rotunde und die nördliche und östliche Umfassungsmauer erhalten sind, wurde gegen Ende des 12. Jahrhunderts von den Herrschaften von Simiane errichtet, die schon damals im Gebiet des heutigen Départements Vaucluse ausgedehnte Besitztümer aufweisen konnten.
Die Südseite des Donjons lehnt sich gegen den Rest eines ehemaligen Rundturmes mit wesentlich geringerem Durchmesser an, dessen Erbauung in das 11. Jahrhundert datiert wird, der vielleicht zu einem nicht näher bekannten Vorgängerbauwerk gehörte.
Im frühen 13. Jahrhundert wurde die Südseite der Burg fast in ganzer Länge von dem Gebäude mit den Wohnräumen der Herrschaften abgeschlossen, dessen außenseitige Mauer gleichzeitig die Wehrmauer der Burg bildete. Diese wies ursprünglich nur schlitzartige Schießscharten auf, die später gegen Fenster ausgetauscht worden sind. Ob diese Bauten ältere ersetzten, geht aus den Quellen nicht hervor, ist aber nicht unwahrscheinlich.
Im 14. Jahrhundert wurden die östlichen und südlichen Wehrmauern der Burg zwischen den im Südwesten und Nordosten anschließenden Wehrmauern der Ortschaft mit einem zweiten Verteidigungssystem verstärkt. Die neue Wehrmauer wurde im Abstand von fünf bis zehn Metern gegenüber der ersten errichtet und der so entstandene Zwischenraum zu einem Trockengraben vertieft. Dieser Bereich diente auch als Turnierplatz der Ritter.
Im 16. Jahrhundert wurde der ursprüngliche Treppenaufgang zum Saal der Rotunde durch eine steinerne Spindeltreppe ersetzt, die in den engen Winkel zwischen der Rotunde und dem Herrschaftshaus eingefügt und von Wänden nahezu quadratisch umschlossen wurde. Dieses Treppenhaus erschloss seitdem gleichzeitig auch die Räume im Obergeschoss des Herrschaftshauses.

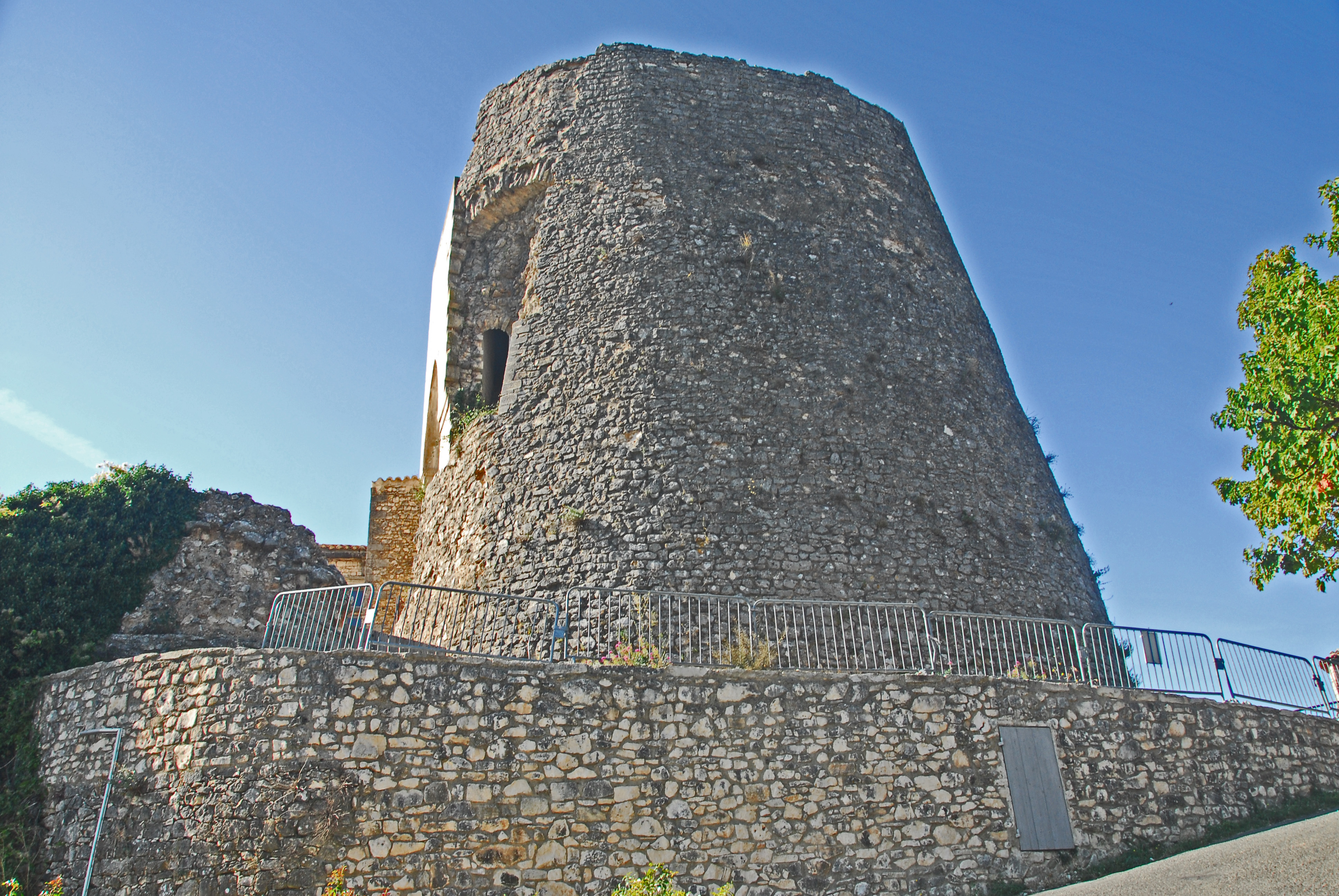
Donjon von N

Im gleichen Jahrhundert erfolgten die Vergrößerungen der schlitzartigen Fenster der Südfassade des Herrenhauses mit Fenstern im Renaissance-Stil.
1637 wurde der alte Turm im Süden der Rotunde geschleift, weil man die Steine für diverse Ausbesserungen des Châteaus benötigte. Von ihm sind in der Umfassungswand des Donjons noch Spuren erhalten.

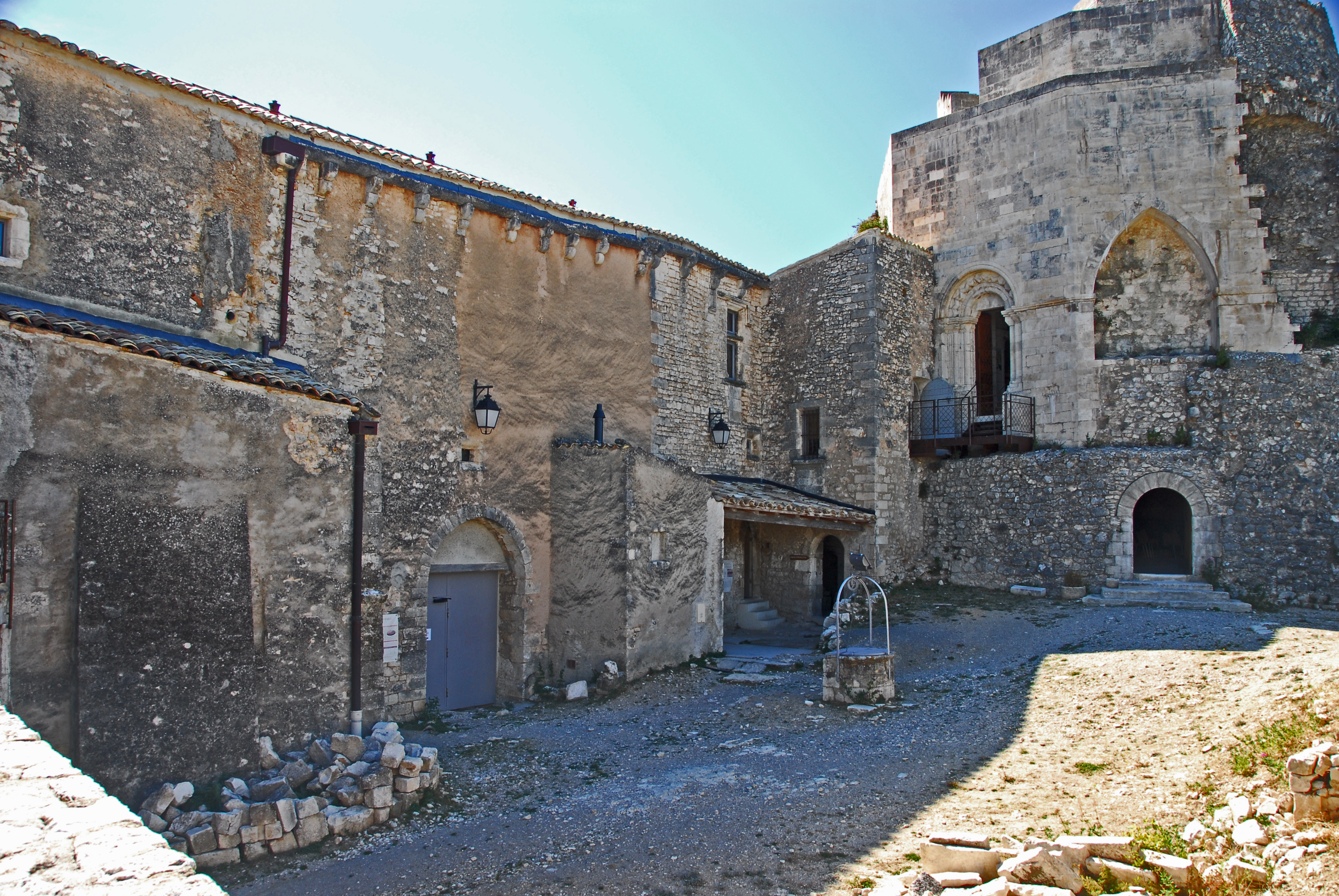
Wohngebäude und Donjon von O

Bereits im Jahr 1843 wurde die Rotunde unter Denkmalschutz gestellt.
1875 wurde die ganze Fassade vom Architekten Henry Révoil rundum restauriert.
Im Zuge einer aktuellen Restaurierung in den Jahren 1986/1987 konnte die geschosstrennende Decke im Donjon wiederhergestellt werden.

## Anlage des Châteaus

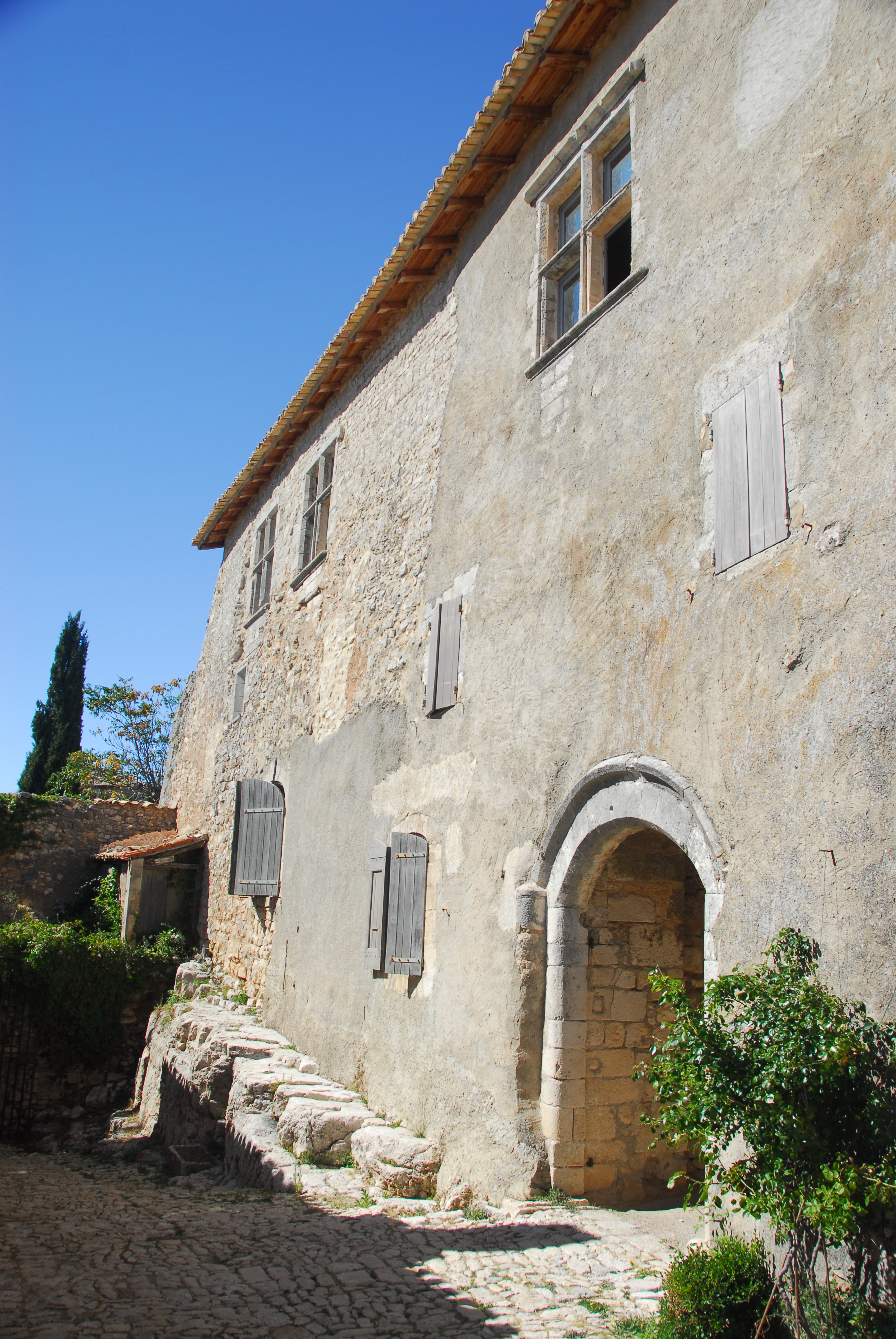
Wohngebäude Außenseite und Hauptzugang von SO

Der allgemein als „Rotunde“ bezeichnete Donjon des Châteaus liegt an der höchsten Stelle der Ortschaft Simiane. Er erscheint von außen als ein im Grundriss runder, massiver, grobschlächtiger und nicht besonders hoher Turm, an den sich im Nordosten eine mächtige Wehrmauer anlehnt. Der schmale, stellenweise abgetragene Ringwall umrundet im Norden und Osten etwa hälftig die Plattform des Burghofs in unregelmäßigen, kurvenförmig abgeschwenkten Abschnitten. Der südliche Abschnitt der Wehrmauer wird aus der Außenwand des Herrschaftsgebäudes gebildet, die am östlichen Ende zweifach abschwenkt und dann gegen das Ende des Ringwalls stößt.
Das Zentrum des Châteaus wird von einem nahezu rechteckigen Burghof gebildet, in seiner Mitte eine Zisterne. Ursprünglich gruppierten sich um ihn herum etliche Gebäude, von denen einige inzwischen verschwunden sind. Den Westen dominiert der zweigeschossige Rundbau oder Donjon, der sich ursprünglich an einen deutlich schlankeren und älteren Rundturm anlehnte. Im Nordosten schloss ehemals die Umfassungsmauer an. Eine heute nicht mehr bekannte Treppenanlage führte ehemals hinauf zu dem Wehrgang der Umfassungsmauer und gleichzeitig zu den Zugängen zum Saal und auf das Dach der Rotunde. Im östlichen Hofabschnitt, der heute von einer Terrasse überdacht ist, befanden sich ehedem Nutzbauten, Wirtschaftsgebäude und Stallungen. Davon waren noch gegen Ende des 18. Jahrhunderts Spuren erhalten. Der südliche Rand des Plateaus wird von den zweigeschossigen Wohngebäuden des Herrensitzes abgeschlossen.
Das wenig bekannte Hauptgebäude im Südwesten des Herrenhauses ist wohl das interessanteste. Es besitzt auf Hofebene einen geräumigen, rechteckigen und tonnengewölbten Saal, der von Gurtbögen und Wandvorlagen in vier Joche unterteilt wird. Die hofseitigen Wände sind von schlitzartigen Fenstern mit nach innen aufgeweiteten Fenstern durchbrochen. Auch die Fenster der übrigen Räume sind ähnlich sparsam verteilt.
Das Hauptgebäude des Herrensitzes ist wohl, nach dem Mauerwerk, den Fensterprofilen und dem inneren Aufriss zu urteilen, ein Bau vom Beginn des 13. Jahrhunderts, also nur wenig später als der Donjon. Den geräumigen und gut geschützten Wohnraum hat man in der Folgezeit renoviert und vergrößert, vor allem im 16. Jahrhundert. Etwa zur gleichen Zeit wurden die großen Fenster mit Renaissance-Maßwerk im Obergeschoss der Südwand eingebaut. Erst zur gleichen Zeit wurden die Geschosse des Wohntraktes und der Saal des Obergeschosses der Rotunde mit einer neuen Spindeltreppe untereinander verbunden.
Im Norden wurde die Burg von dem steilen Abhang zum Talgrund hin natürlich geschützt. Im Westen, um den Donjon herum, führte ein trockener, in den Fels geschlagener Graben, der heute verschüttet ist, zusammen mit einem „vallum“ zu einem gehörigen Abstand. Im Süden und Osten trennt eine zweite Ringmauer mit einem Graben die Burg von der Ortschaft und schafft in ihrem Zwischenraum einen Turnierplatz.

### Form und Abmessungen

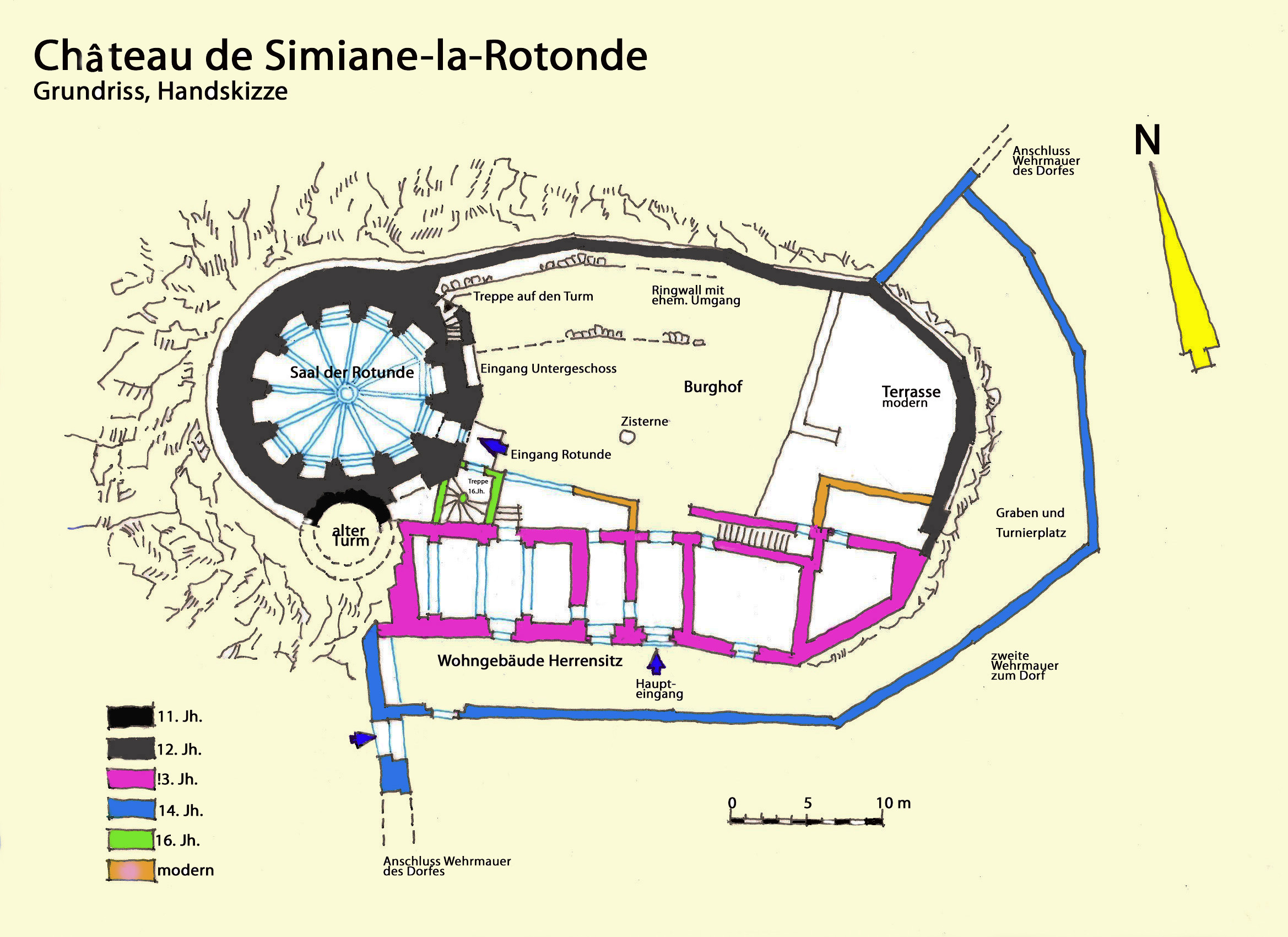

Ungefähre Maße

#### Château
Gesamtausdehnung
ohne Graben und Turnierplatz auf der Süd- und Ostseite:
- Breite in Nord-Süd-Richtung, etwa in Mitte des Wohngebäudes und Hofes: 30,50 m
- Länge in West-Ost-Richtung etwa in Mitte des Donjons und Hofes: 58,00 m

#### Donjon
Außenmaße
- Durchmesser an der Basis: 17,00 m
- Gesamthöhe: 18,00 m
- Höhe des Erdgeschosses: 4,70 m
- Höhe des Obergeschosses: 10,50 m
- Durchmesser des kleinen Turms: 3,00 m
- Höhe dieses Turms: 2,80 m

Innenmaße
- Durchmesser: 10,00 m
- Wanddicke Erdgeschoss: 4,40 m

## Donjon (Rotunde)

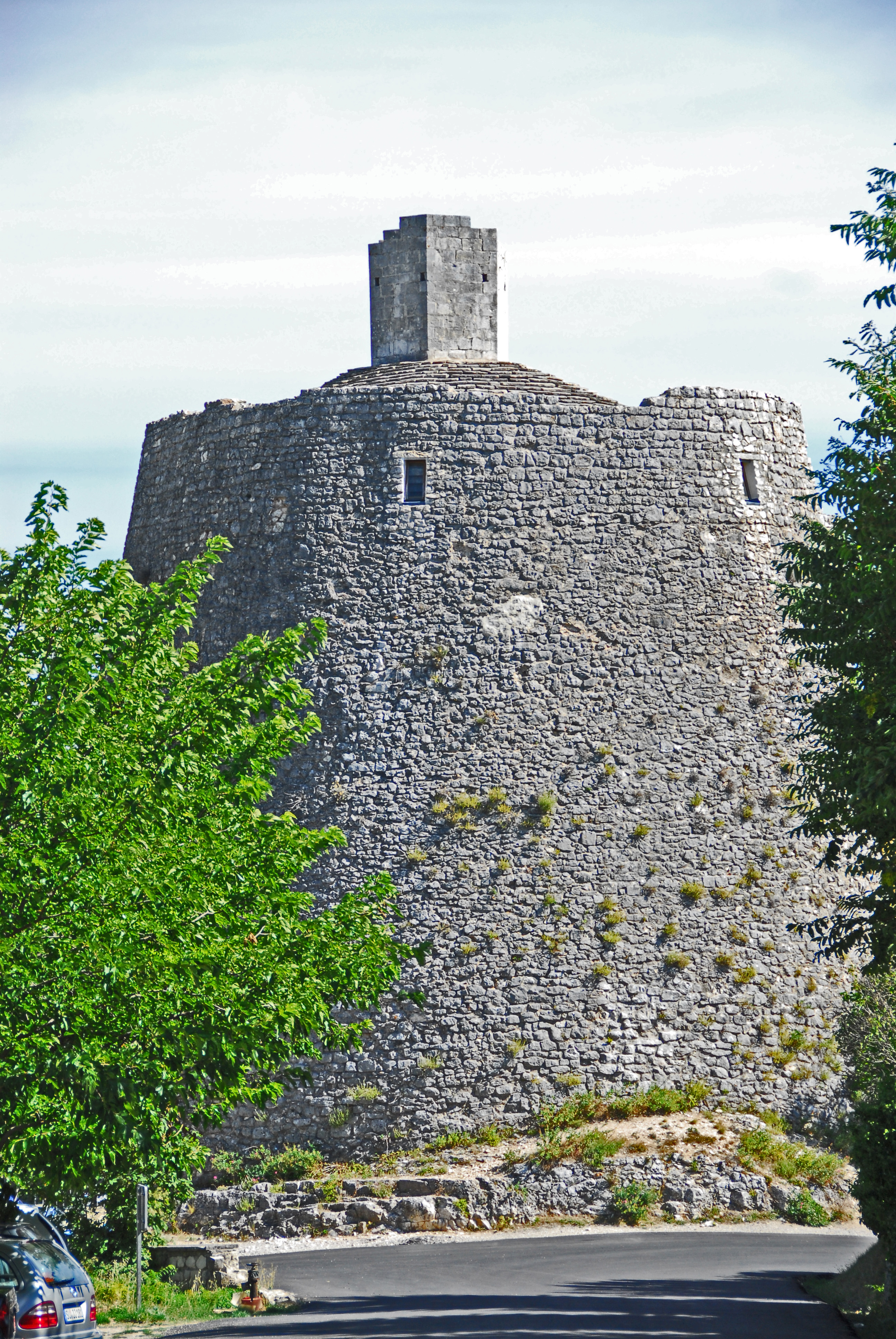
Donjon von NW

### Äußeres
Von Westen, bis Norden und Süden aus erscheint der Donjon wie eine reizlose „Stein-Kasematte“ ohne erkennbare Unterteilung in Geschosse. Der mächtige, zusammengeballte, mit dem Felsuntergrund verwachsene Bau folgt einem unregelmäßigen Plan. Die gerundeten Wände steigen, nach oben leicht konisch zulaufend, zu einem Kegelstumpf an und sind mit unregelmäßigem, überwiegend dunklem grauem Bruchsteinmauerwerk gemauert. Aus angemessener Entfernung und Höhe erkennt man hinter dem oberen Mauerrand ein flach geneigtes Kegeldach, das mit Steinplatten eingedeckt ist. Das Mauerwerk reichte ursprünglich noch etwas höher und bildete eine Wehrattika, wahrscheinlich auch mit eingearbeiteten Zinnen. Auf dem Zentrum des Daches ragt noch ein kleines sechseckiges Türmchen gut zwei Meter hoch auf, das den kreisrunden Oculus des Kuppelgewölbes einfasst.
Auf der Westseite sind in Nähe des oberen Randes des Mauerwerks zwei kleine rechteckige Fensteröffnungen ausgespart. Sie gehören zu Licht- und Luftschächten, die etwa vier Meter tief in den unteren Bereich des Kuppelgewölbes hinunterreichen und sich dort in Gewölbesegmenten öffnen.
Die östliche Fassade, zwischen dem ehemaligen alten Rundturm im Süden des Donjons und dem nordöstlichen Anschluss der Umfassungsmauer der Burg, weist mit einer besonderen Gestaltung zum östlich gelegenen Burghof.

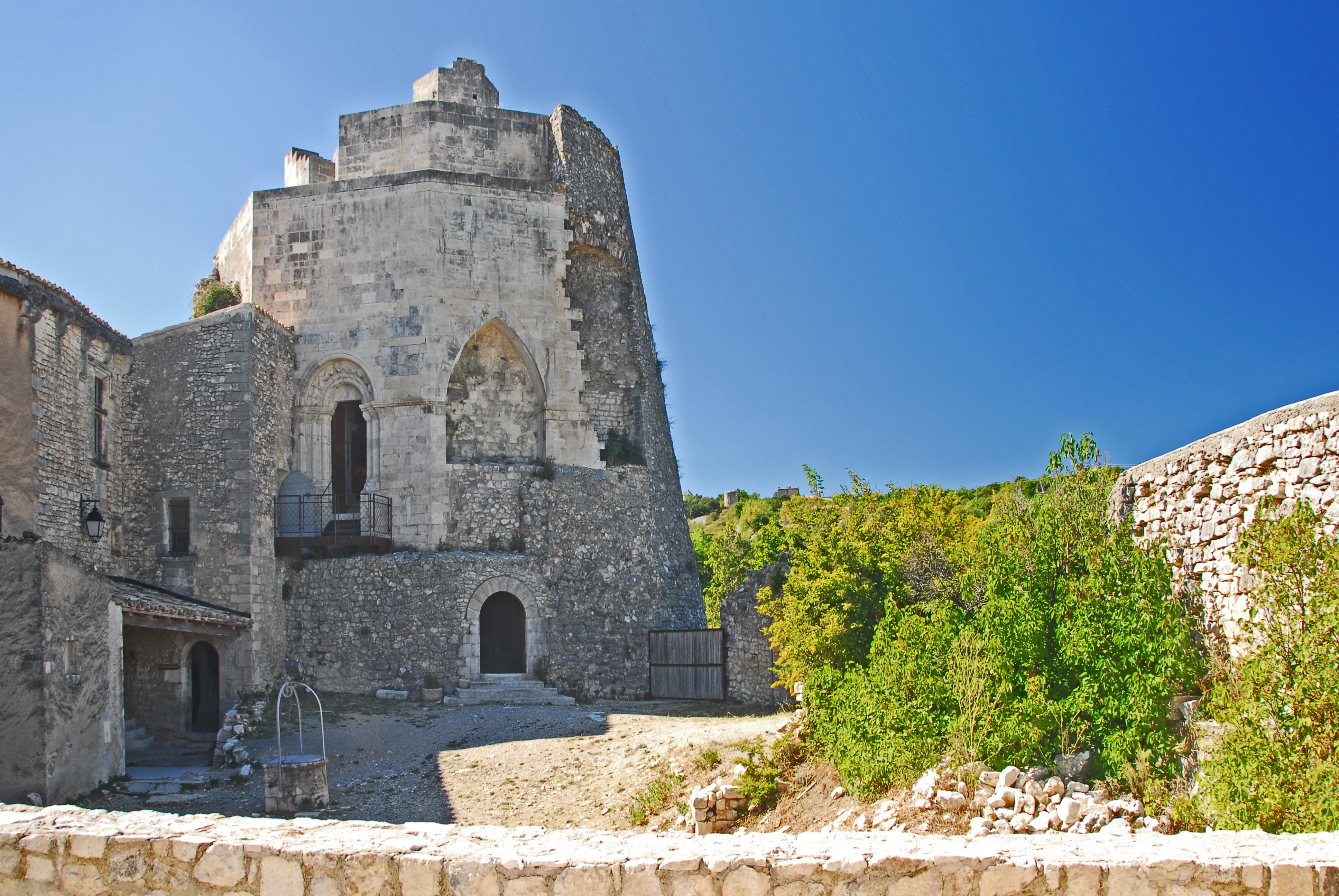
Burghof und Donjon von SO

Das bis auf die rundbogige Zugangstür geschlossene Erdgeschoss in Form eines steil geneigten, etwa 3,20 Meter hohen Kegelstumpfes tritt gegenüber dem Obergeschoss etwas vor und zeigt ein Mauerwerk ähnlich der Westseite des Donjons. Rechts von der Tür bis zum ehemaligen Anschluss der Wehrmauer reicht das Sockelmauerwerk noch gut 1,50 Meter höher hinauf. Ein gutes Stück nördlich der Tür war die Umfassungsmauer der Burg ursprünglich mit dem Donjon eng verbunden. Sie schloss etwa unmittelbar neben der Nordkante der großen Nische an, die weiter vorstehend als unfertige vierte Seite des Pyramidenstumpfes bezeichnet wird. Die heute sichtbare Bresche in der Wehrmauer ist erst in der Neuzeit entstanden.

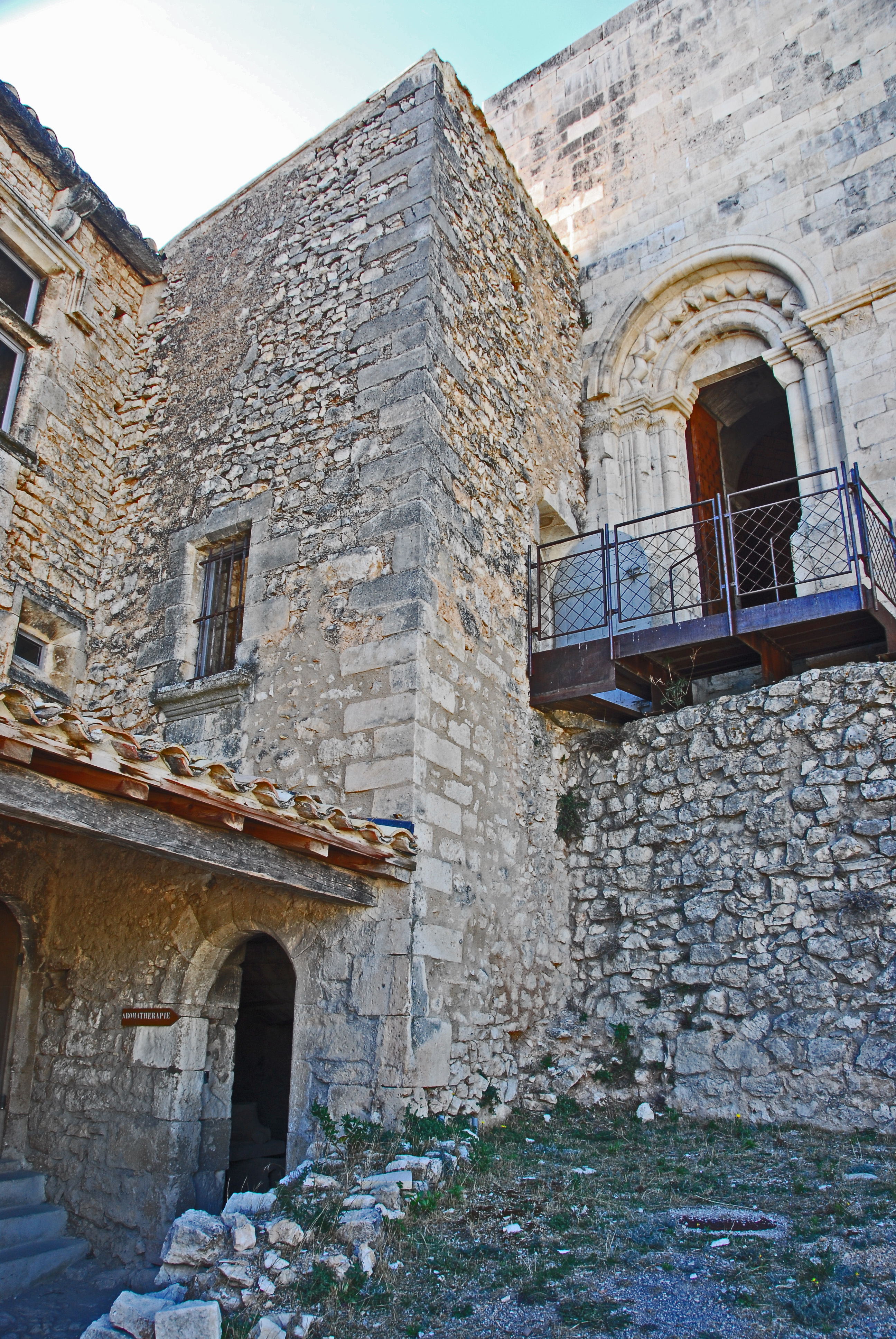
Treppenhaus und Hauptportal zum Saal

Über dem Sockelgeschoss beginnt ein steil geneigter Pyramidenstumpf, der zur Hofseite hin vier Seitenflächen zeigt, die von drei Graten getrennt werden. Die vierte Seite des Pyramidenstumpfes scheint nicht vollendet worden zu sein. In diesem Abschnitt findet sich eine weit hinauf reichende Nische im Bruchsteinmauerwerk, die mit ihren unregelmäßigen Begrenzungen und ihrem Hintergrund alle Anzeichen der Unfertigkeit verleiht. Das Ganze sieht danach aus, als ob man beabsichtigt hatte, hier noch eine weitere Pyramidenstumpfseite anzuordnen, aber nicht mehr dazu gekommen ist. Das Bruchsteinmauerwerk oberhalb der Nische könnte darauf hindeuten, dass der Donjon ursprünglich rundum aus diesem Mauerwerk bestand und das die „edle“ Werksteinfassade zum Hof erst nachträglich entstanden ist (?).

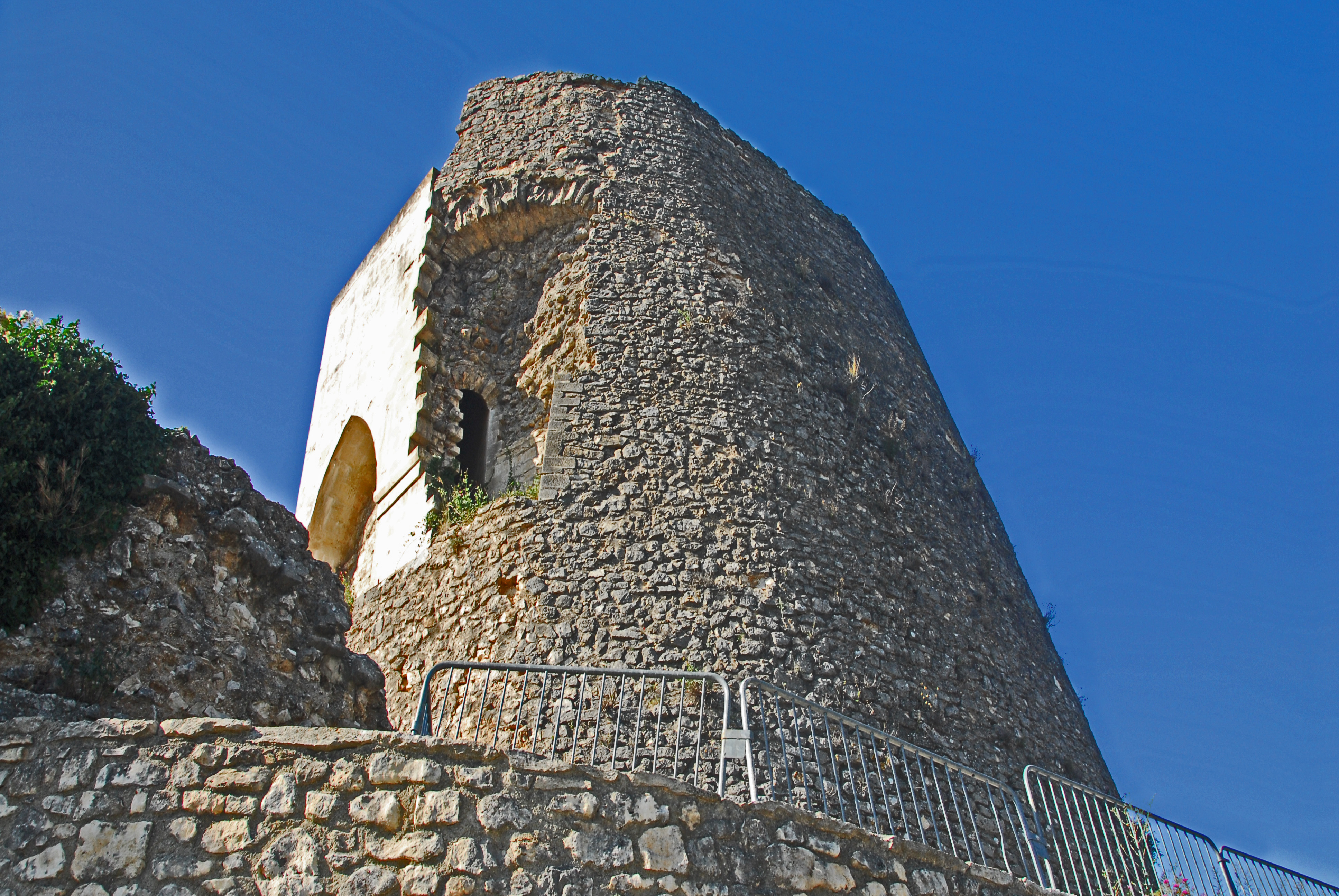
Donjon, unfertige Seite von NO, Geheimtreppe

Diese Fassade ist aus überwiegend hellem, glattem großformatigem Werkstein sauber gefügt. In gut drei Vierteln der Pyramidenstumpfhöhe treten die Stumpfseiten deutlich zurück, um dann noch weiter aufzuragen. Heute entspricht deren Höhe dem äußeren Rand der Bruchsteinmauer des Donjons, der wahrscheinlich auch mit Zinnen bekrönt war. Hinter ihnen konnten die Verteidiger gegen Angriffe Deckung finden.
In der Achse der zweiten Stumpfseite von links ist das Portal zum Saal der Rotunde ausgespart. In den anderen Flächen ist jeweils eine hohe, stark vertiefte Blendarkade eingelassen, die links vom Portal ist rundbogig, aber leicht angespitzt, die rechts davon ist spitzbogig, die ganz rechts außen ist wohl unvollendet geblieben. Diese Arkadennischen sollen die Wände stabilisieren, gleichzeitig aber erleichtern. Die Nischenhintergründe bestehen aus regelmäßigem Schichtenmauerwerk aus winkelrecht zugerichteten Werksteinen mit leicht bossierten Sichtflächen.
Das dreistufige Archivoltenportal ruht beidseitig auf je drei Wandrückversätzen, deren beide inneren Kanten in teilrunde Säulchen geformt wurden und deren äußere Kanten mit einer breiten Fase gebrochen sind. Die Säulchen stehen auf knapp einen Meter hohen Sockeln. Die Kapitelle sind mit stilisierten Akanthusblättern in sorgfältigem Flachrelief dekoriert, das zarten Klöppelspitzen ähnelt. Sie werden von kräftigen, dreifach profilierten Kämpfern abgedeckt. Die Kämpferprofile erstrecken sich waagerecht bis zu den Arkadennischen und werden auf deren Gewänden herumgeführt. Auf den Gegenseiten der Nischen werden die Profile weitergeführt. Der innere Bogen aus einem Rundstab und zwei kantigen Begleitern fasst ein glattes Bogenfeld ein, das auf in die Türöffnung hinein reichenden, profilierten Kragsteinen aufliegt. Der mittlere Bogen besteht aus einem zackenartig geformten Profil, das an einem entsprechend gezackten Rand anliegt. Der äußere Bogen besteht wieder aus einem Rundstab mit zwei kantigen Begleitern. Das Bodenniveau des Saales im Obergeschoss liegt noch deutlich über dem Podest vor seinem Eingangsportal. Die zu ihm hochführenden Treppenstufen liegen im Laibungsbereich des Portals, teils außen vor, teils innen hinter der Tür.
Die ganze Fassade wurde 1875 vom Architekten Henry Révoil rundum restauriert, ohne Übereifer und ohne schwerwiegende Fehler, wenn man sie mit den Fotos und Zeichnungen vor diesen Arbeiten vergleicht. Oben lassen drei etwas hinter die Fassade zurückgesetzte Mauerabschnitte einen Durchgang, der ursprünglich als Wehrumgang diente. Diesen schützte vorne ein heute verschwundener Zinnenkranz. Eine in der Bibliothek von Carpentras (Ms. 913) aufbewahrte Zeichnung aus dem 17. oder 18. Jahrhundert zeigt in dieser Höhe von Mauerzacken mit Schlitzöffnungen getrennte Zinnen. Die beiden Zinnen der Hauptfassade haben kreuzförmige, senkrechte Schießscharten. Vielleicht setzte sich dieses Werk rund um den Donjon und sogar auf der Umfassungsmauer der Burg fort.

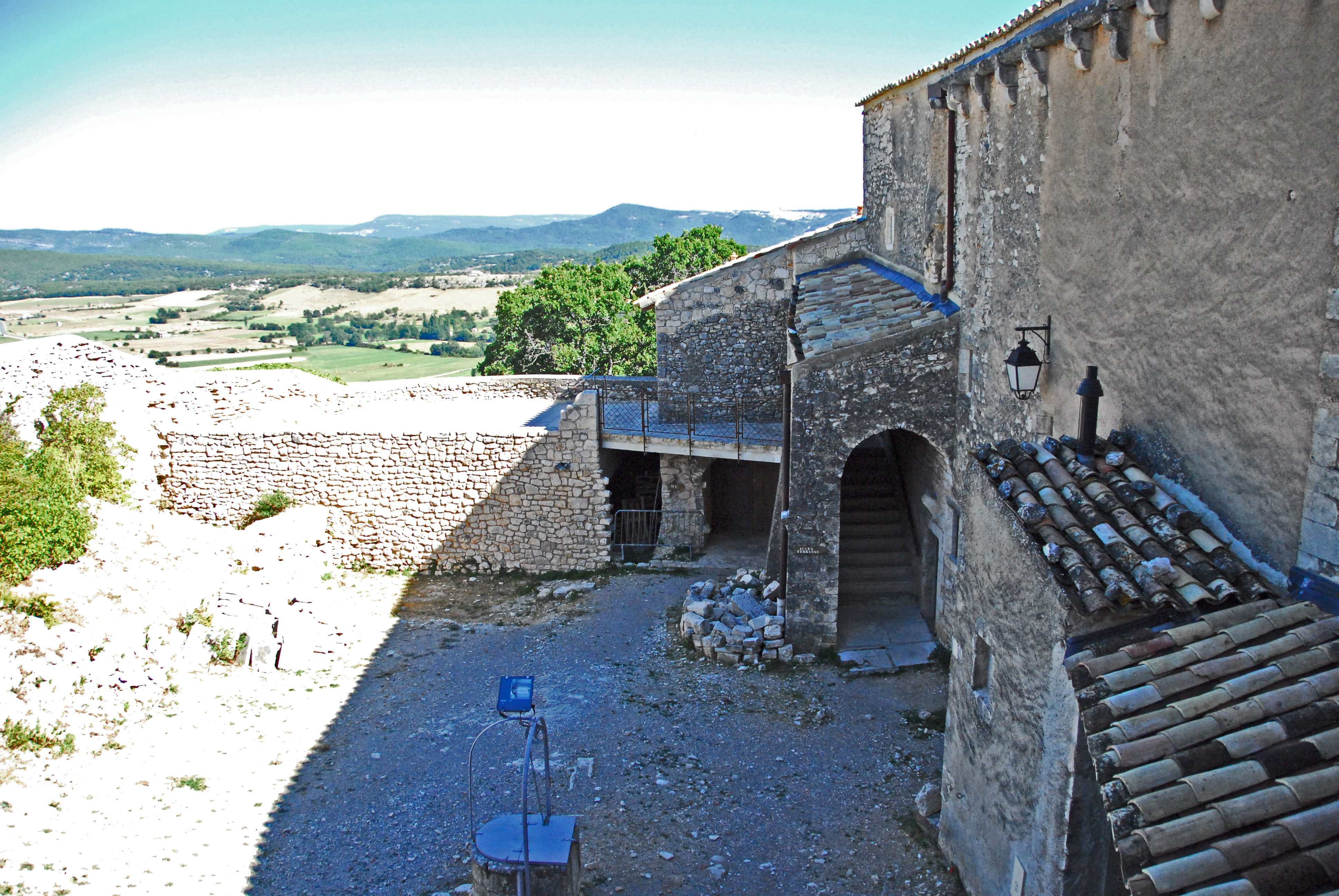
Burghof vom Portal aus
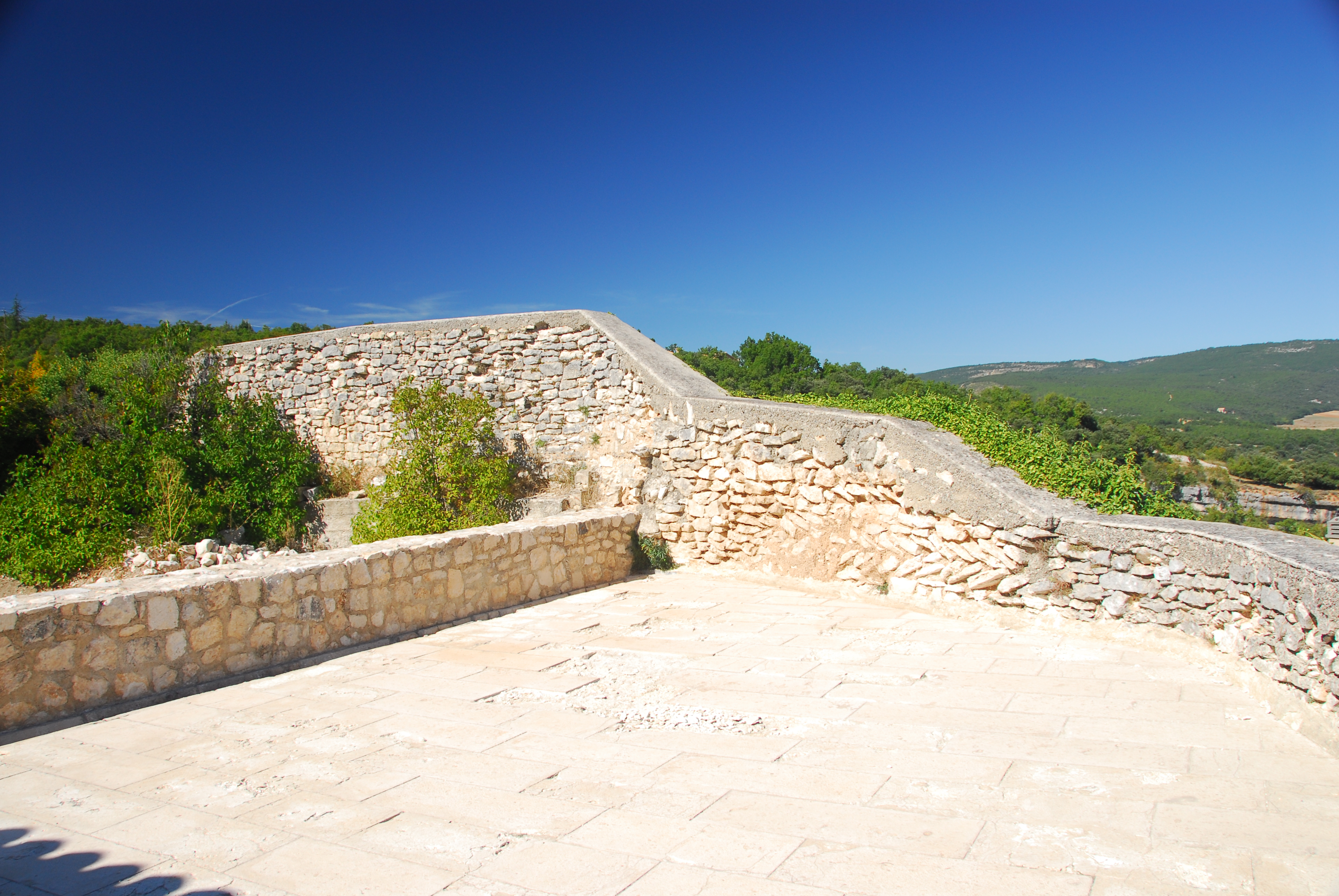
Terrasse und Wehrmauer von S
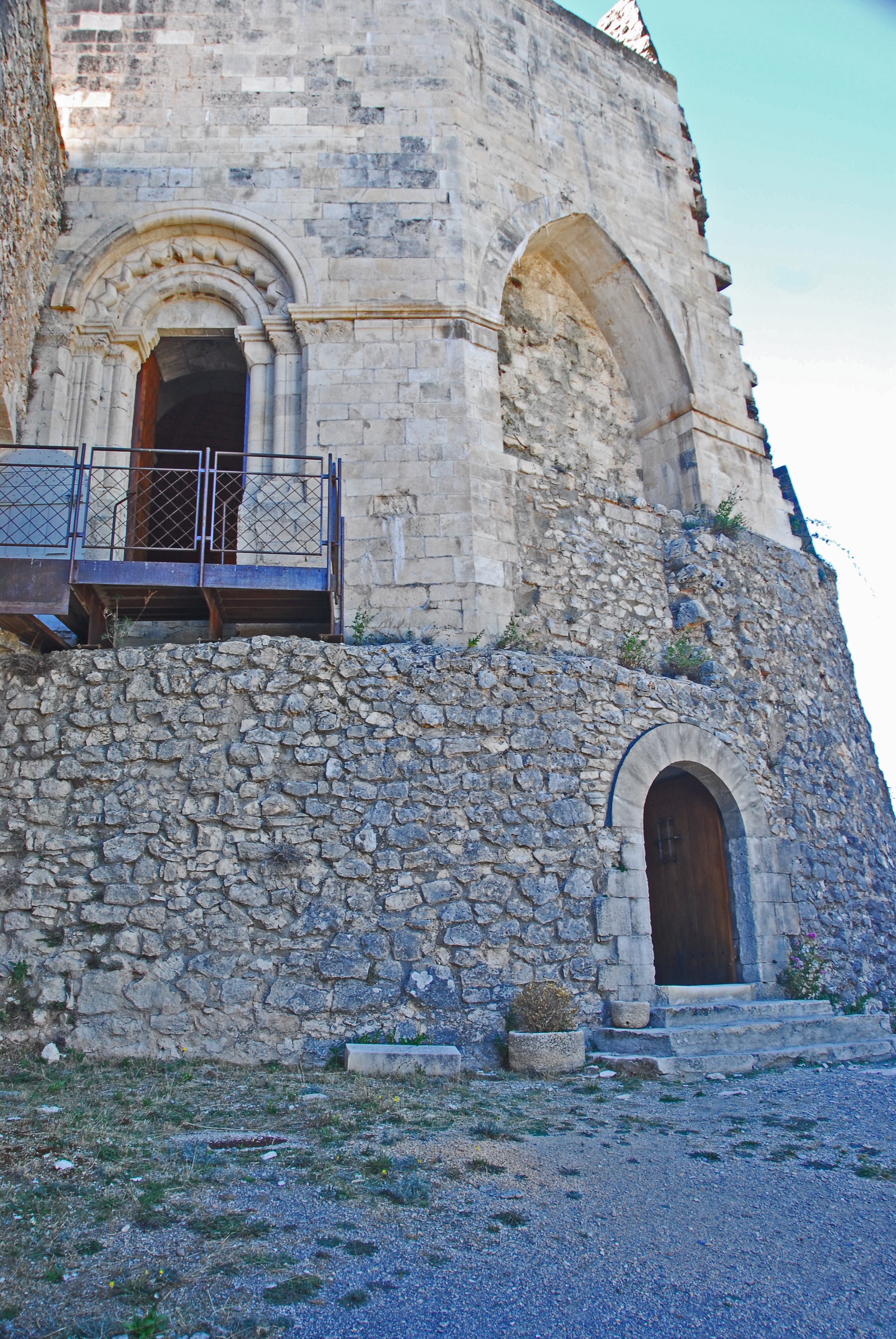
Portale der Rotunde von SO
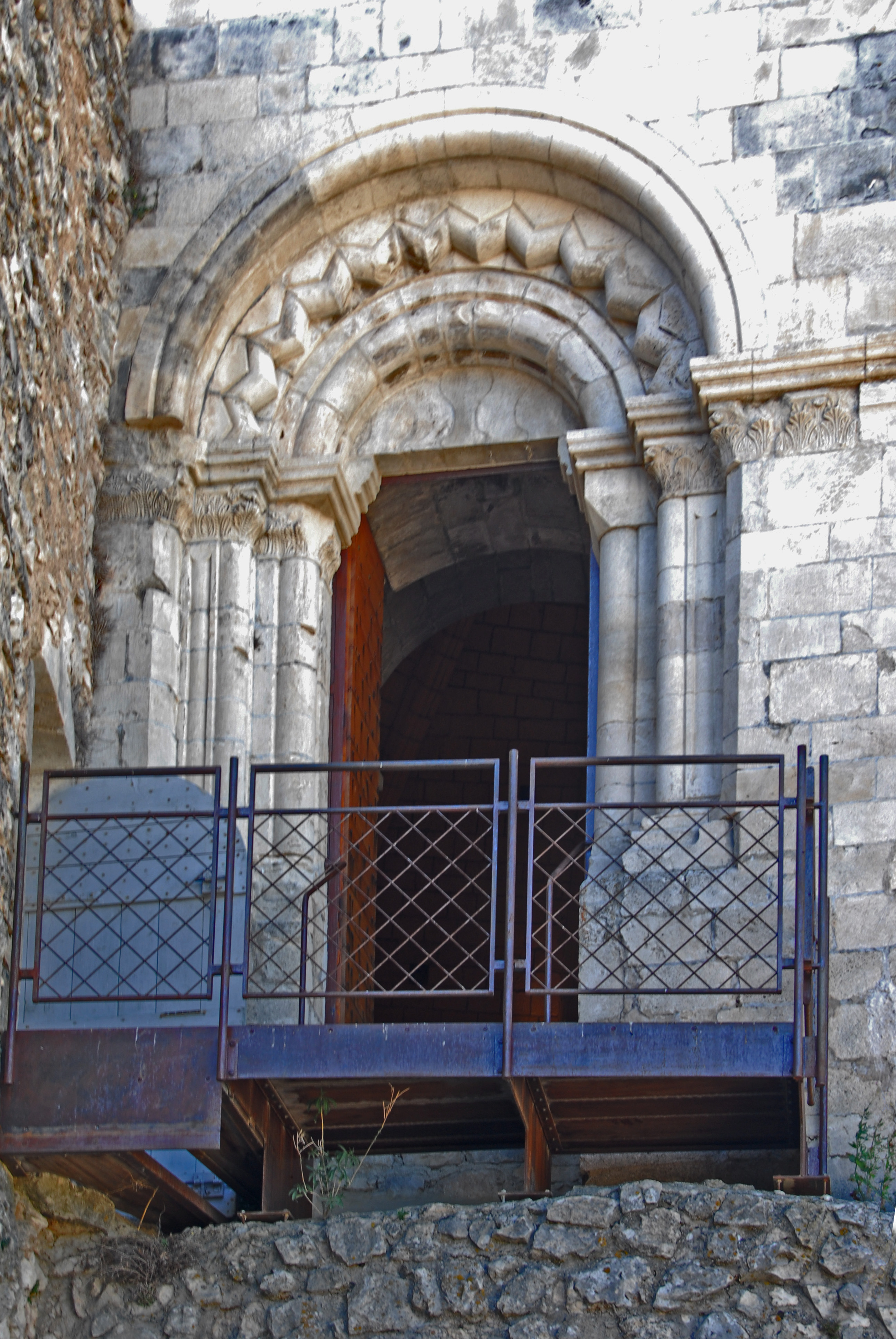
Hauptportal zum Saal
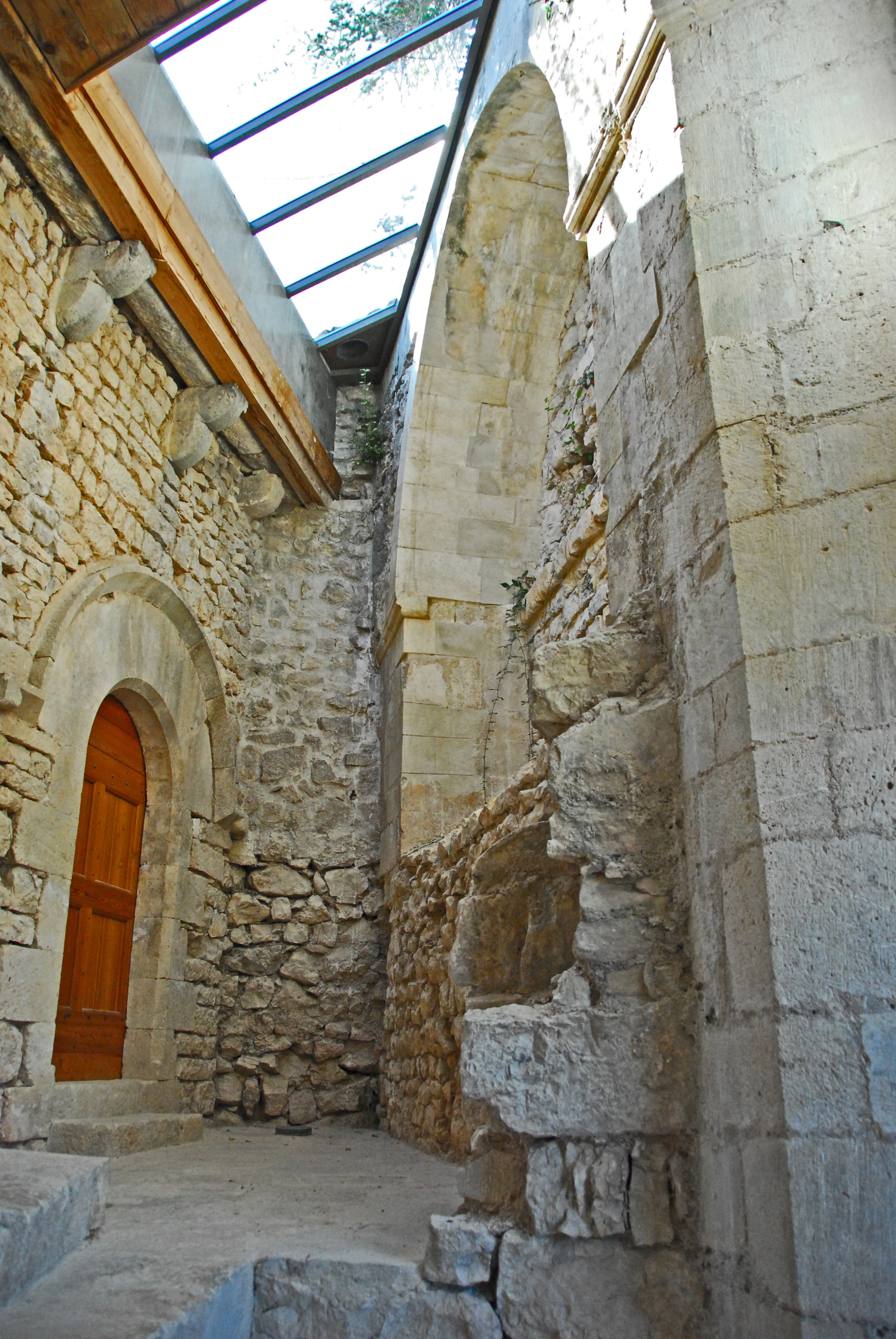
Treppenhaus, oberer Bereich
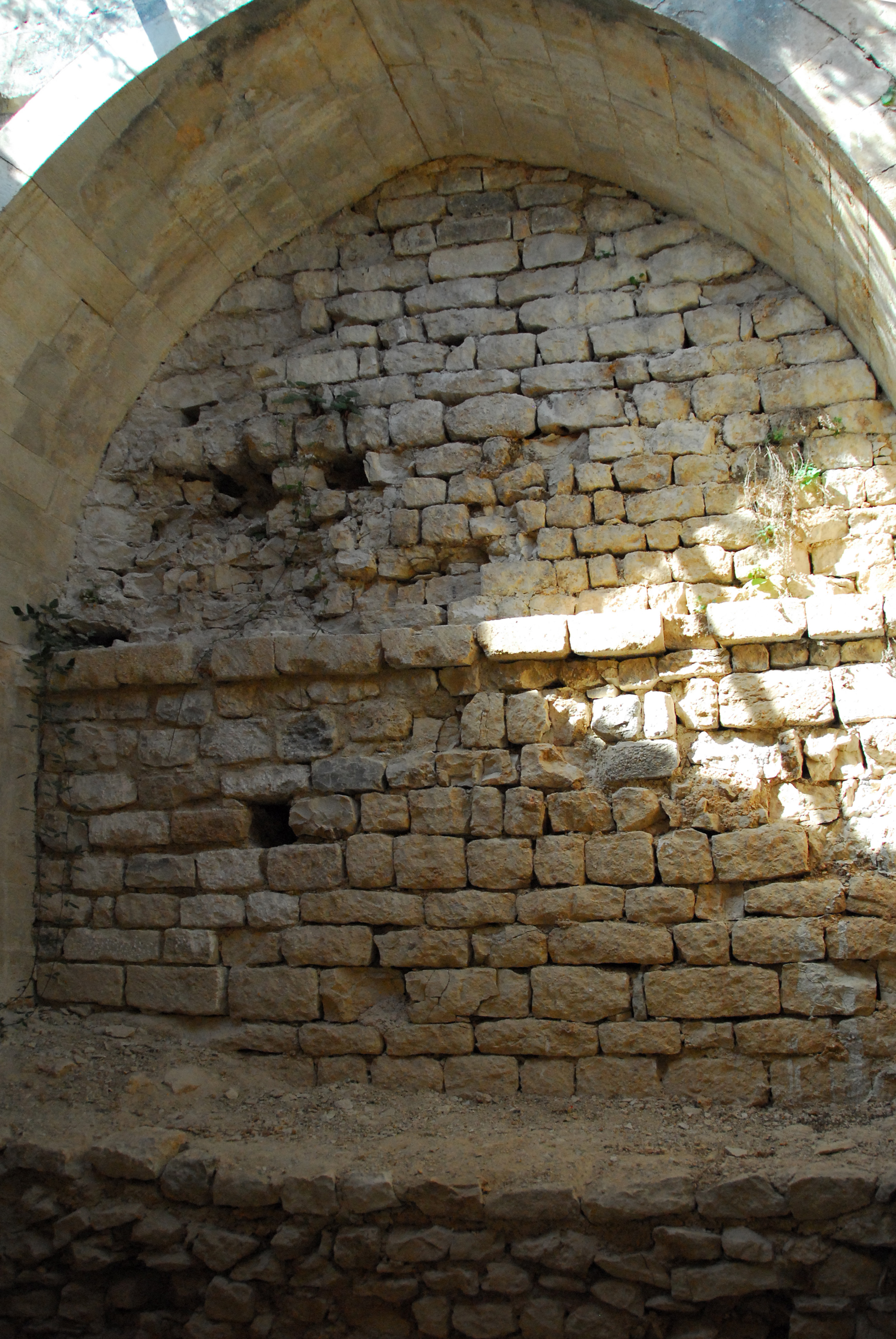
Nische links vom Portal
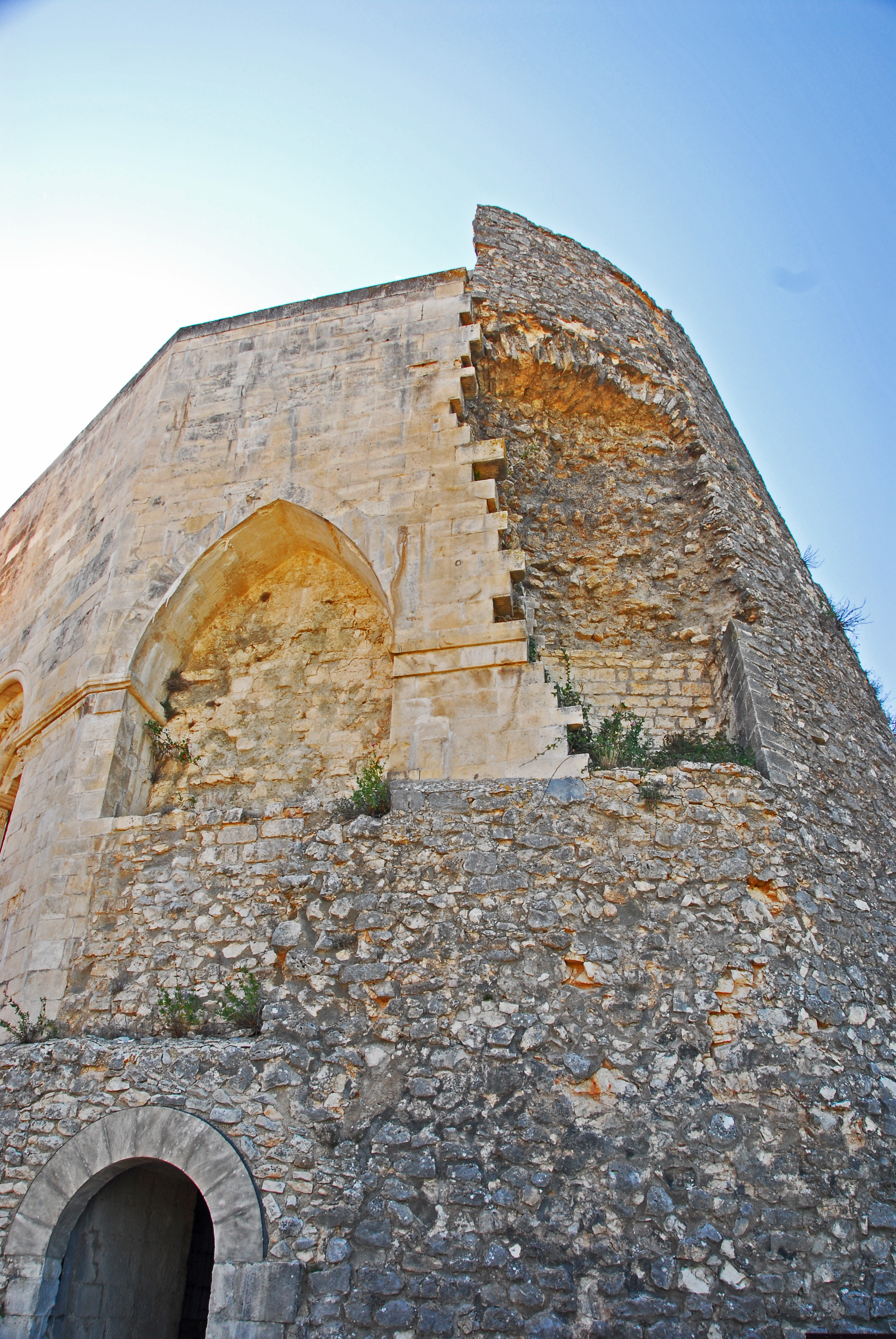
Rotunde, unfertige Ostseite
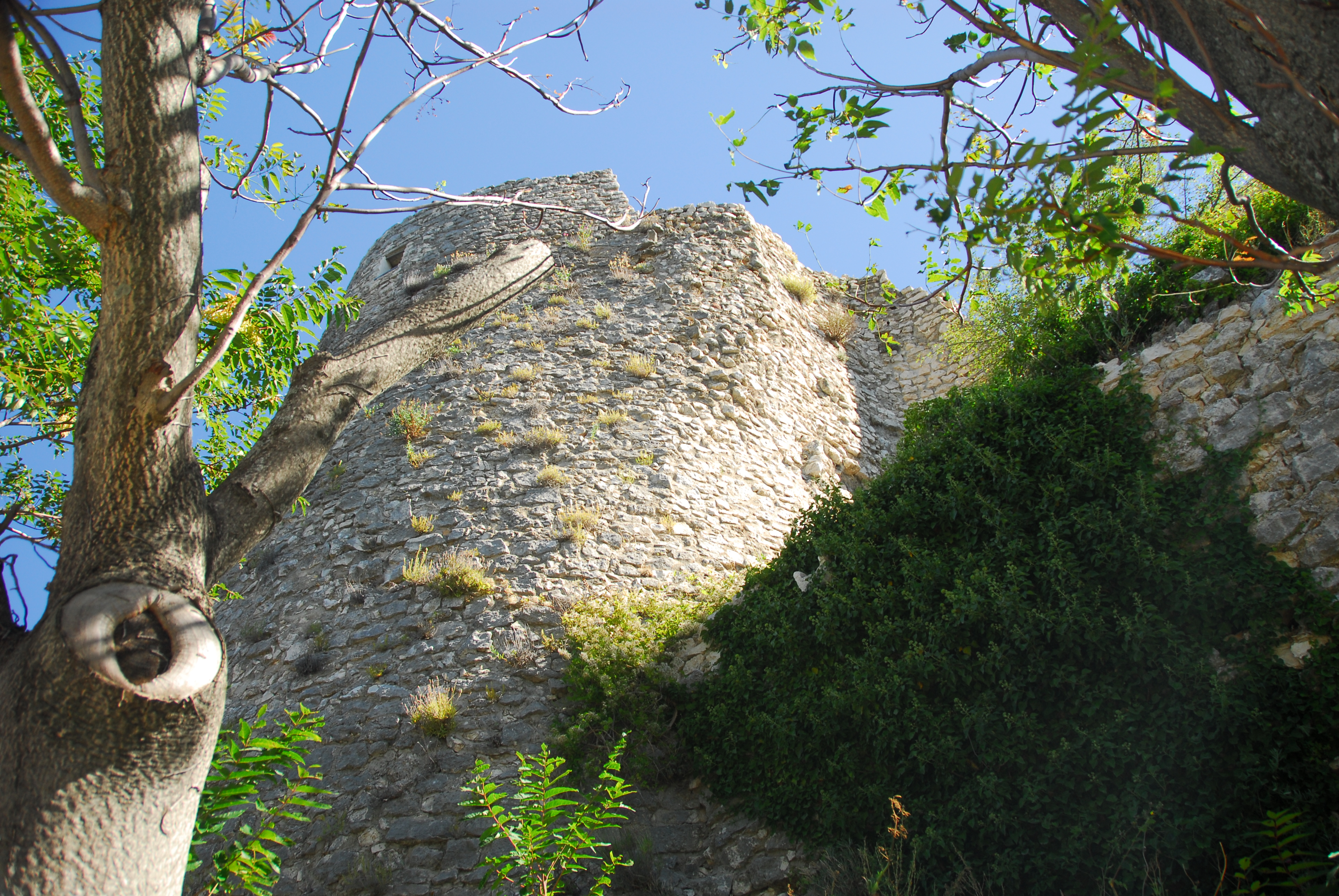
Donjon mit Turmanschluss von S

Die Pläne und Zeichnungen der beiden Architekten vom Denkmalamt, Joffroy und Révoil, die im 19. Jahrhundert an diesem Bauwerk Restaurierungen vornahmen, zogen im Grundriss Linien parallel zur Umfassungsmauer und senkrecht auf den Donjon. Sie wollten damit Unterbauten andeuten, etwa einer Rampe oder einer Treppe, von Absätzen unterbrochen, die einen Zugang auf den Wehrgang der Umfassungsmauer und zu einer kleinen Tür, im Winkel zwischen Wehrgang und Donjon, ermöglichten. Diese Tür führte zu einer Treppe, in den Quellen auch „Geheimtreppe“ genannt, die innerhalb der dicken Außenwand des Donjons untergebracht war, die es damals ermöglichte, von außen ungesehen auf die Bogenrücken des Kuppelgewölbes zu gelangen und weiter hinauf zur oberen, auch vor Angriffen geschützten Terrasse des Donjons. Schaut man sich die Situation der vierten „unfertigen“ Seite genau von Norden an, erkennt man in der „Nischenlaibung“ eine schlanke Öffnung, einen Querschnitt durch den vorstehend beschriebenen Treppenaufgang, der noch etwas weiter nach unten reichte. Die starken Abnutzungsspuren der Treppe zeugen von einer häufigen Benutzung.
Entsprechend dieser Befunde stand der mittelalterliche Donjon von Simiane in sehr enger Verbindung mit der Wehrmauer des Castrums, die Verteidiger konnten sich von außen nicht einsehbar untereinander austauschen und sich behilflich sein.
Auch die Eingangstür zum großen Saal der Rotunde im Obergeschoss wurde bis ins 16. Jahrhundert, als die heute erhaltene Spindeltreppe erbaut wurde, von einer anderen Treppe erschlossen. Das war vermutlich ebenfalls eine Steintreppe, die sich gegen den stabilen Unterbau des Donjons lehnte. Noch im 19. Jahrhundert sollen davon noch Spuren erkennbar gewesen sein. Man wollte sie sogar 1851 wiederherstellen, ließ aber bald davon ab.

### Inneres

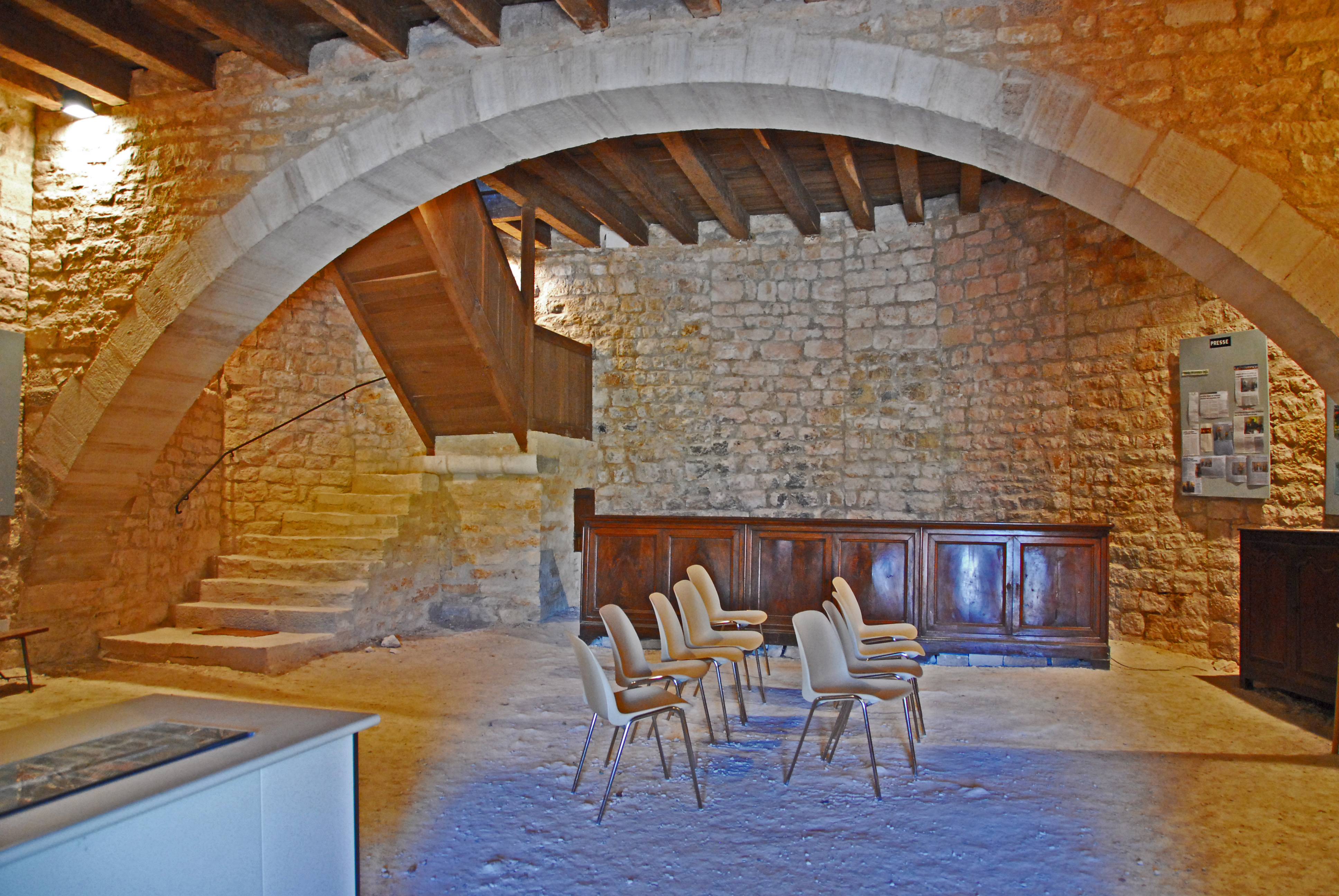
Erdgeschoss der Rotunde

#### Erdgeschoss der Rotunde

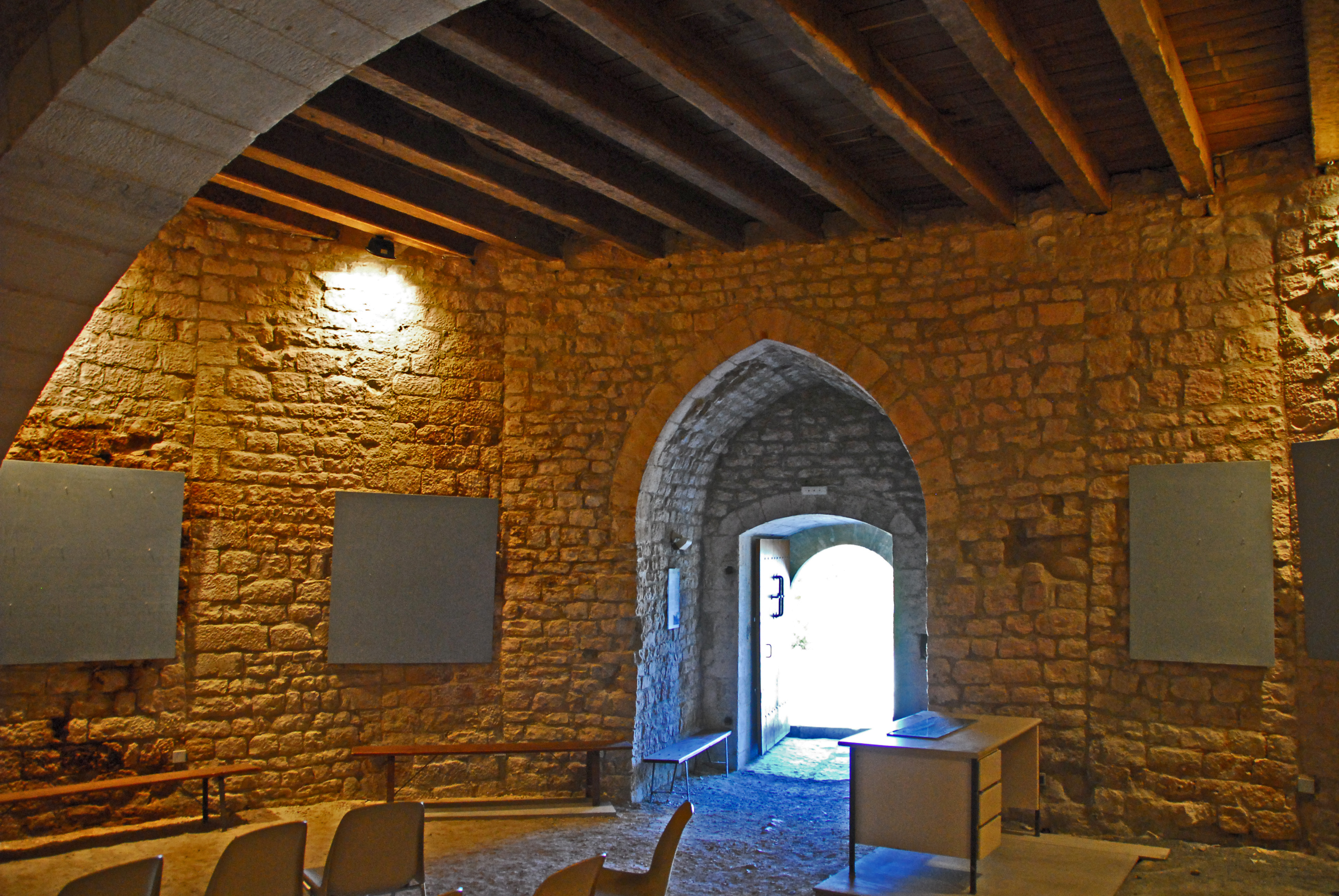
Erdgeschoss der Rotunde, mit Portal

Die ursprüngliche horizontale Unterteilung des Donjons in ein verhältnismäßig niedriges Erdgeschoss (um 4,50 Meter) und ein hohes Obergeschoss (um 10,0 Meter) wurde im Zuge einer aktuellen Restaurierung in den Jahren 1986/1987 wiederhergestellt. Von Fotos des Inneren vor diesem Datum erkennt man, dass die Innenseiten der Wände des Erdgeschosses in etwa mit den innenseitigen Säulenvorlagen der Arkadenpfeiler im Obergeschoss übereinstimmen. Die Gesamtdicke der Umfassungswände des Erdgeschosses kann aus dem Grundriss mit etwa 4,40 Metern entnommen werden. Aus dem Fugenbild der Innenseiten dieser Wände ist zu entnehmen, dass die Umfassungswände zunächst auch im Erdgeschoss, wie im Obergeschoss, aus äußeren Wänden vielleicht in einer Dicke von 2,50 Metern bestanden, denen innenseitig kräftige Wandpfeiler in etwa 1,90 Meter Tiefe vorgelagert waren. Die Wandabschnitte zwischen den Pfeilern müssen erst später oberflächenbündig mit ihnen vermauert worden sein. Wann das geschah, darüber finden sich in den Quellen keine Angaben. Möglicherweise hat man deren Notwendigkeit schon erkannt, als die großen Lasten des Kuppelgewölbes und der dicken Außenwände wirksam wurden. Die Innenseite der Außenwand besteht dementsprechend nicht wie die Außenseite aus einer kreisrund gebogenen Wandfläche, sondern aus zwölf kürzeren Wandabschnitten der ehemaligen Pfeiler und aus zwölf breiteren Abschnitten der ehemaligen Pfeilerzwischenräume, alle jedoch jeweils als plane Segmente. Die Wände bestehen innenseitig aus regelmäßigem Schichtenmauerwerk aus hellem Bruchstein.

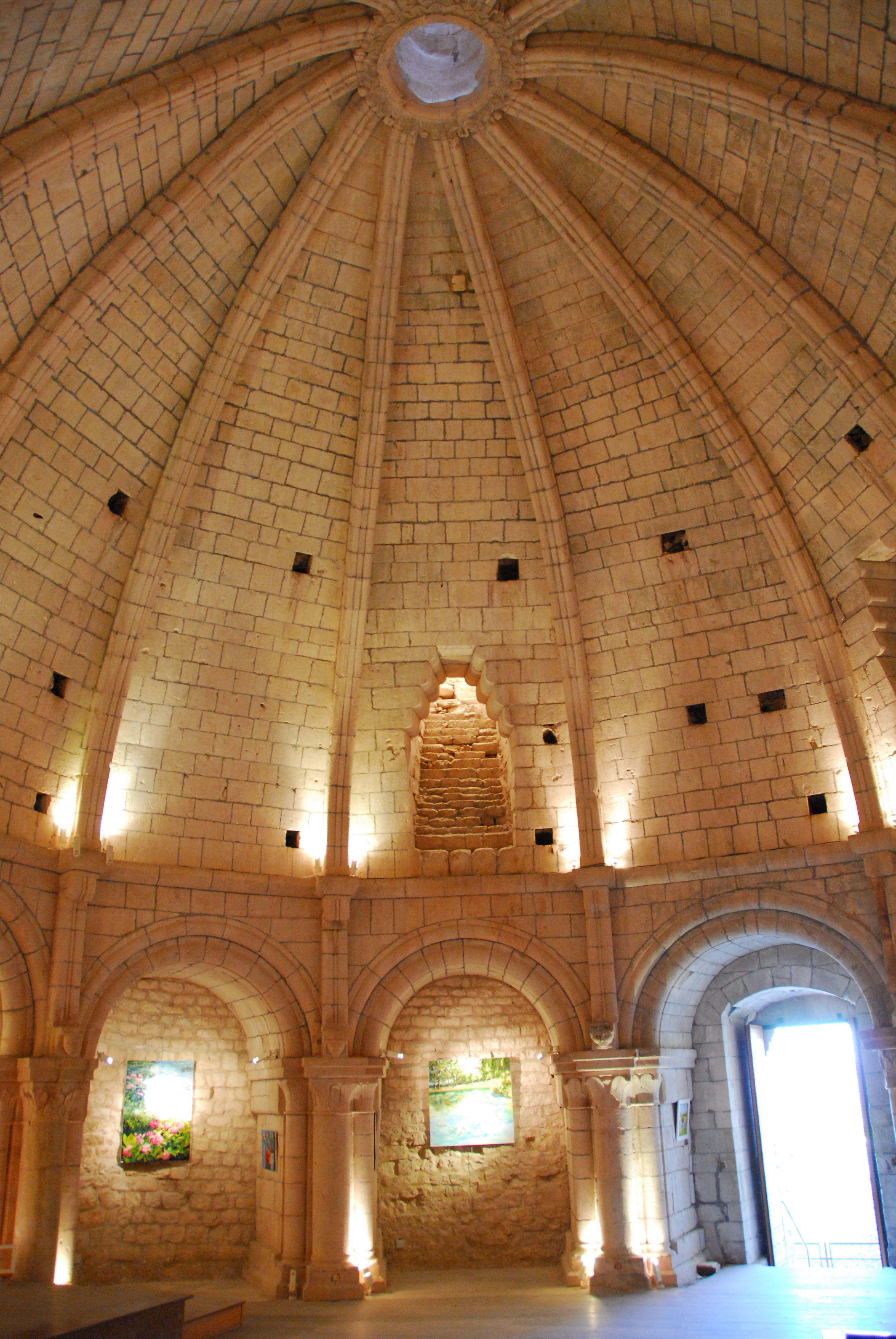
Obergeschoss, Saal, östliche Seite

Die neue, geschosstrennende Decke ist eine Holzbalkendecke mit oberseitiger Deckenschalung, deren Balken auf den Außenwänden und nicht ganz in Raummitte auf einem über die ganze Raumbreite gespannten flachen Segmentbogen aufliegen, der parallel zur Wandfläche verläuft, in der die Zugangstür ausgespart ist. Der Bogen besteht aus ungleich hohen Keilsteinen aus glattem Werkstein, dessen Zwickel bis unter die Deckenschalung mit Bruchsteinen waagerecht ausgemauert sind. Die Bogenenden werden unterstützt durch gemauerte runde Pfeiler. Diese Konstruktion der Decke geht zurück auf überlieferte Zeugnisse. Die Pfeiler gab es noch im 19. Jahrhundert. Die Zeugnisse des Abtes Constantin d’Aurel von 1785, des Abtes Giffon, Rektor von Simiane von 1796 bis 1823, von Millin 1807 und des Architekten Joffroy 1851 bestätigen die Berechtigung der Annahme dieser Konstruktion. Da der Segmentbogen nicht genau in Raummitte verlief, kann davon ausgegangen werden, dass man im Verteidigungsfall über den Oculus in der Gewölbemitte und genau darunter durch ein Loch im Fußboden des Obergeschosses Waffen, Wurfgeschosse und Vorräte aus dem Lagerraum im Erdgeschoss mit Seilen auf die Dachterrasse befördern konnte.

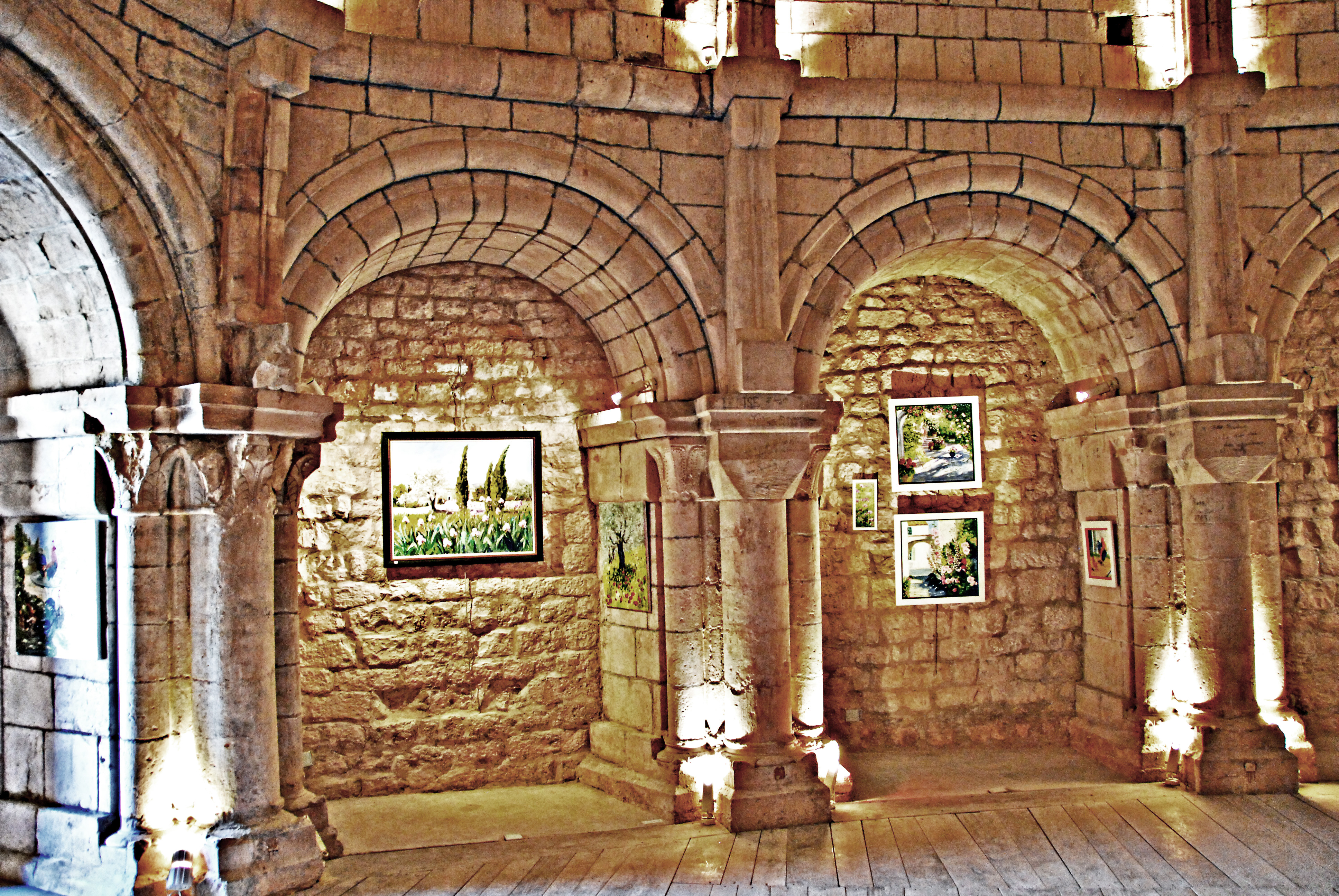
Saal, zwei von zwölf Arkaturen

Das Eingangsportal besitzt Laibungen mit einer Gesamttiefe von etwa 4,40 Metern, in der drei verschiedene Bogenarten eingesetzt wurden. Die äußere rundbogige Portalöffnung besitzt die schmalste Laibung aus großformatigen, glatten Werksteinen. Sie wird innenseitig von einem einflügeligen Türblatt verschlossen. Gut 1,5 Meter breit ist die zweite Laibung mit flachem Segmentbogen und deutlich breiteren und höheren lichten Abmessungen. Die dritte Laibung ist gut 2,5 Meter breit, die lichten Abmessungen des spitzbogigen Durchgangs vergrößern sich nochmals mit einer lichten Breite von 2,15 Meter und etwa 3,50 Meter lichter Höhe im Scheitel.

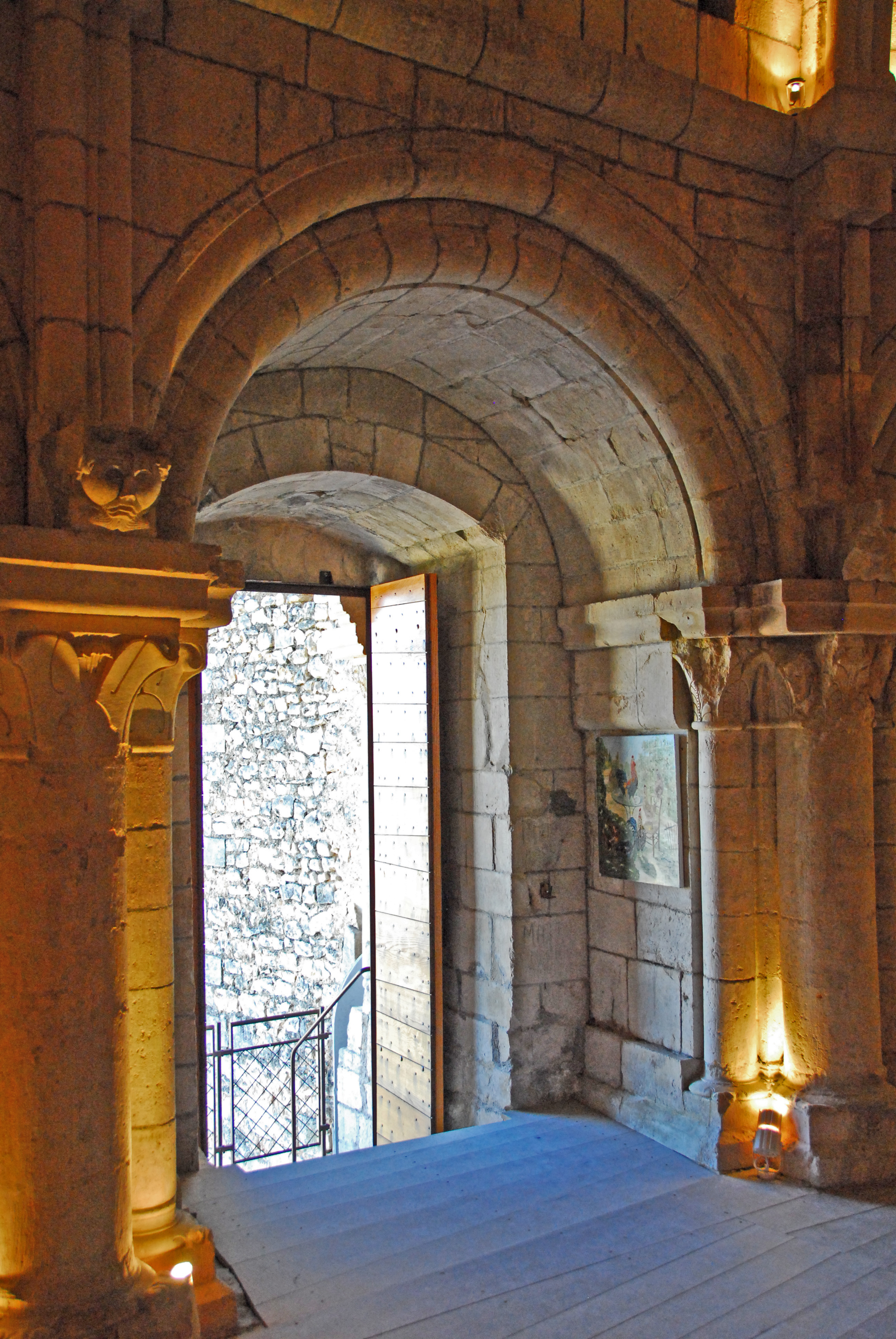
Saal, Eingangsportal

Vom Erdgeschoss in das Obergeschoss wurde bei der Rekonstruktion der Zwischendecke eine zweiläufige gerade Treppe als innere Verbindung eingebaut, dessen unterer Lauf aus Stein besteht und der obere aus Holz. Ob eine solche Treppe auch ursprünglich Bestand hatte, darüber geben die Quellen keine Auskunft. Der untere Teil der Treppe mit seinem Zwischenpodest aus Werkstein und einer Untermauerung aus Bruchstein sieht jedenfalls so aus, als ob es zum Steinmaterial der hier errichteten Räumlichkeiten gehört. Der untere Treppenlauf mit Podest könnte gar eine ursprüngliche Ausführung sein.

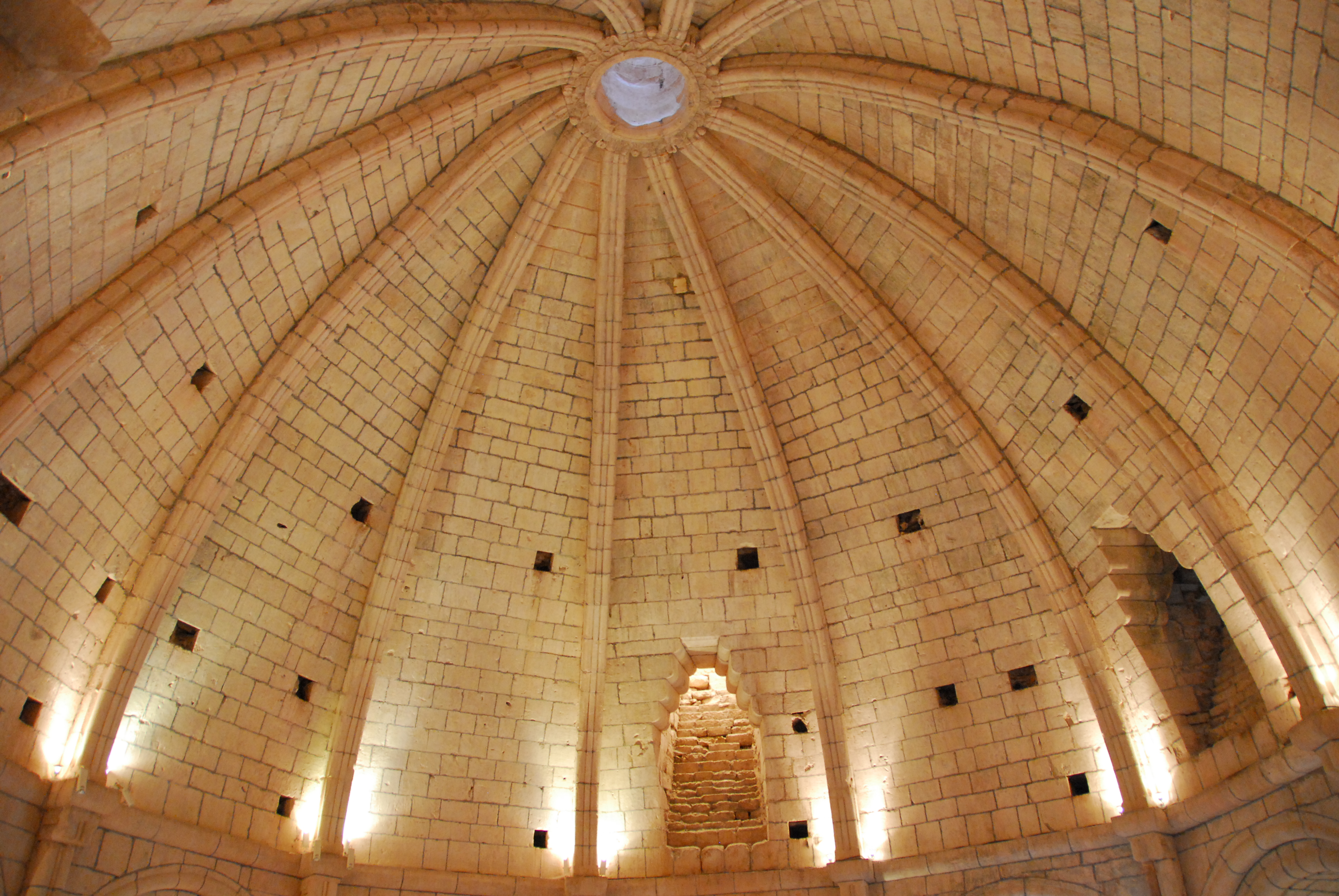
Saal, acht von zwölf Gewölbesegmenten

#### Obergeschoss der Rotunde

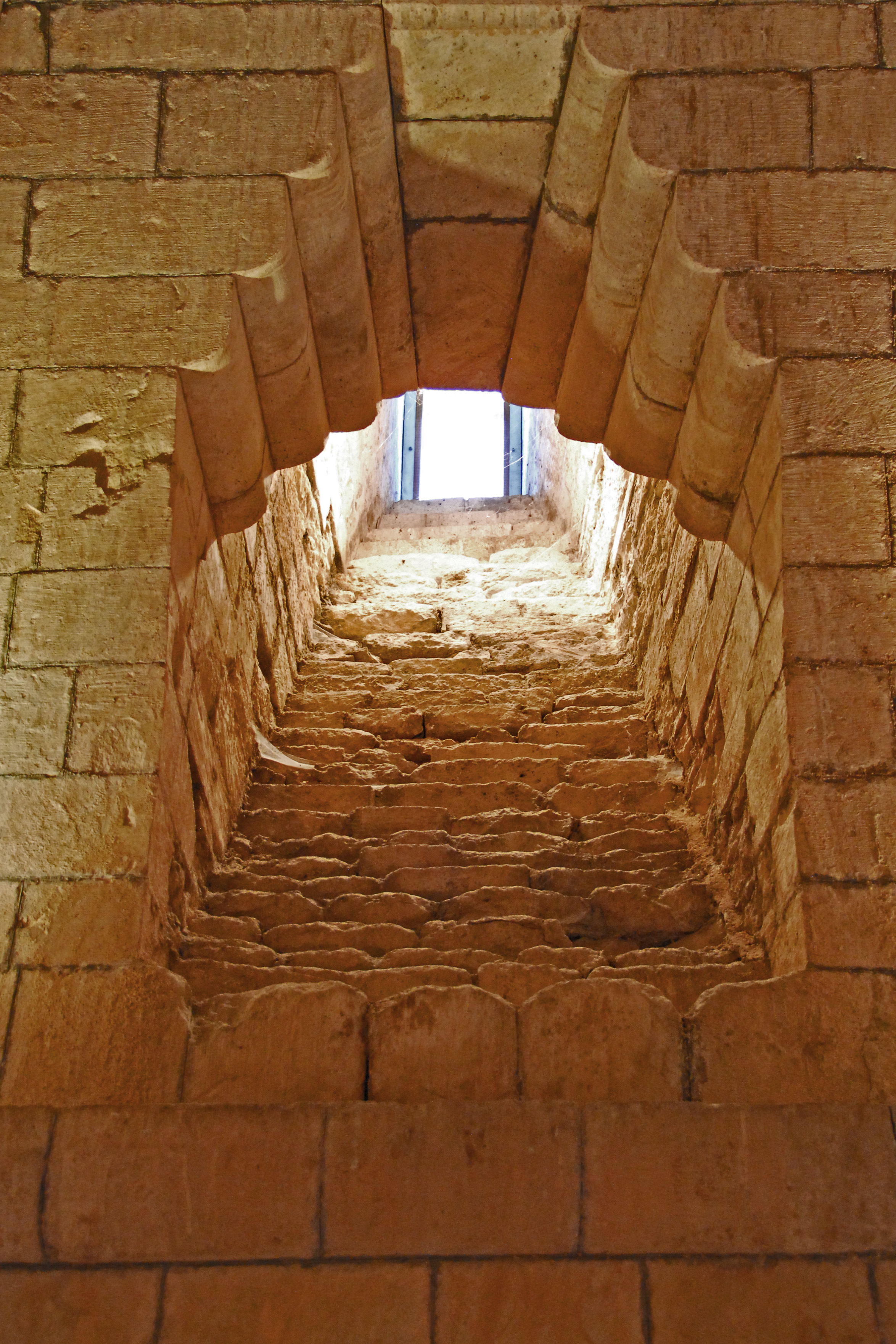
Saal, Lichtschacht in Kuppelsegment

Der etwa zehn Meter hohe, unregelmäßig zwölfeckige Saal über dem Erdgeschoss gehört zu den Wohnräumen des Herrschaftssitzes des Châteaus und ist im Verhältnis zu seinen anderen Räumlichkeiten ungewöhnlich aufwendig gestaltet. Er ist jedoch von diesen völlig getrennt und dementsprechend unabhängig.
Zwölf tiefe rundbogige Arkaturen umschließen den nicht ganz kreisrunden Raum. Von ihnen sind elf Blendarkaden, und eine nach Südosten weisende bildet den knapp fünf Meter über dem Burghof liegenden Eingang. Die besonders sorgfältig gearbeiteten Arkaturen umschließen jeweils im Grundriss nahezu rechteckige Nischen. Die die Nischen trennenden Pfeiler erhalten dadurch jeweils einen zur Raummitte konisch zulaufenden Grundriss.

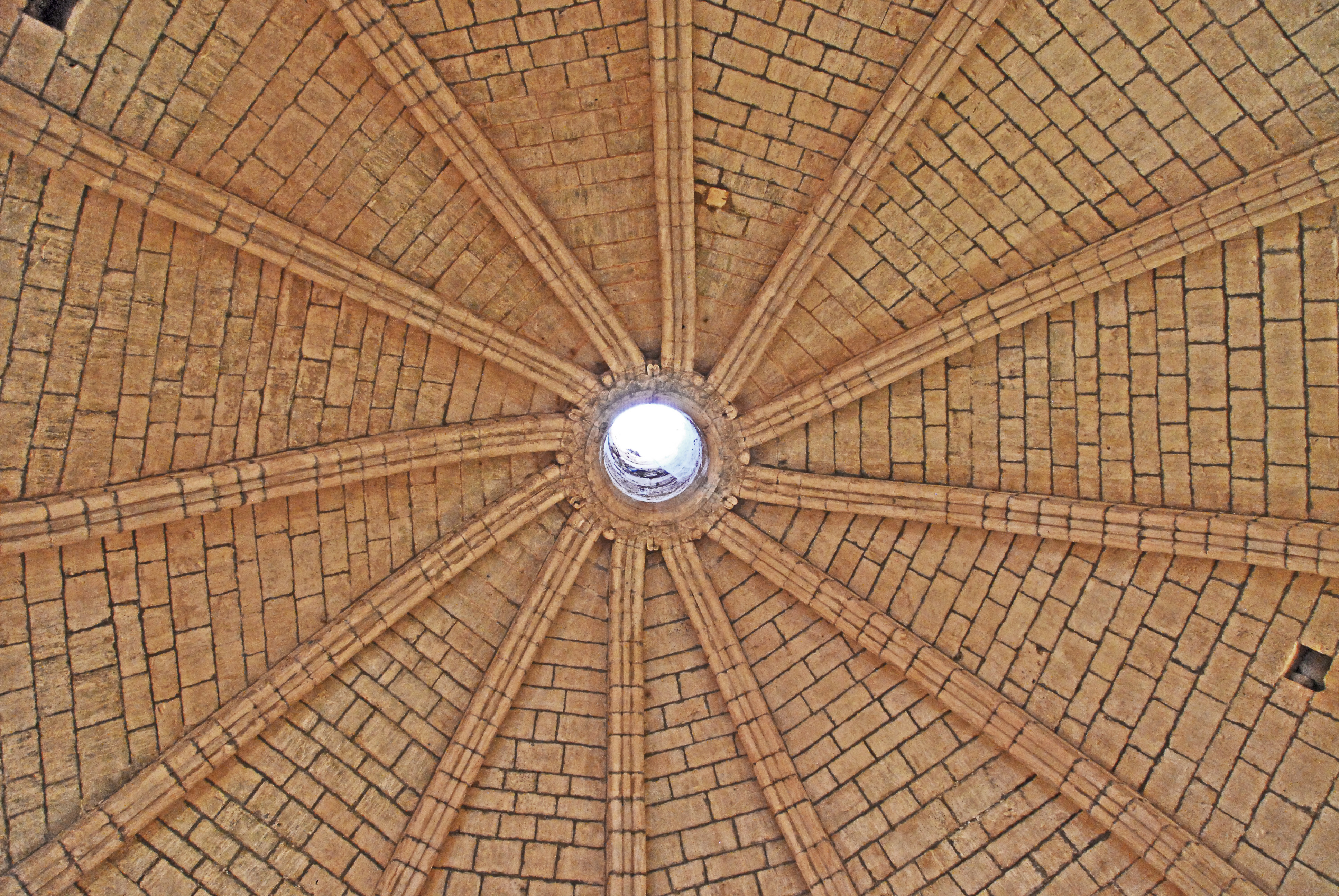
Saal, Kuppel von unten

Die Nischen sind etwa 2,00 Meter breit, 1,30 Meter tief und im Scheitel 3,15 Meter hoch. Sie werden von rundbogigen Gewölben überdeckt. Die Frontseiten der Pfeiler sind jeweils mit einer Dreiergruppe von halb- bis dreiviertelrunden Säulen bekleidet. Die kräftigere in der Mitte tritt gegenüber den beiden schlankeren deutlich hervor, so auch gegenüber den raumseitigen Wandflächen oberhalb der Archivolten. Die meisten Säulen sind mit skulptierten Kapitellen, kräftigen, doppelt profilierten Kämpferplatten, hohen, glockenartig profilierten Basen und kantigen Plinthen ausgestattet. Die Kapitelle aus feinem Marmor entfalten meistens flache stilisierte Wasserpflanzenblätter zu einem breiten Korb. Eine Umrandung betont die Blattlappen. Auszahnungen oder Steinbohrerlöcher heben die Rippen deutlich hervor. Es gibt auch einige nicht bearbeitete Rohlinge der Kapitelle. Das Kämpferprofil wird jeweils über die ganze Nischentiefe hinweggeführt. Das Gleiche gilt auch für den kleinen Vorsprung der Nischenlaibung in Höhe der Kapitelle, mit abgerundeter Sichtkante, so auch für die Weiterführung der Profilierung der Basen und Plinthen bis auf den Nischenhintergrund. Die raumseitigen Bogenkanten sind aufgelöst in zwei fast gleich dimensionierten übereinander angeordneten Rundstäben, die oberseitig von schmalen wandbündigen Profilen begleitet werden. Die äußeren Rundstäbe treffen sich auf der mittleren Säule, die inneren stehen auf den beiden schlankeren Säulen.
Die Nischenhintergründe sind aus hellen Bruchsteinen in regelmäßigem Schichtenmauerwerk gefügt, dessen Sichtflächen allerdings nicht wie bei allen anderen Steinoberflächen des Raumes geglättet sind. Die Nische, die das Eingangsportal enthält, weist etwa die gleiche Gestaltung auf wie die übrigen. Lediglich ihr Hintergrund aus glatten Werksteinen ist vom Eingangsportal durchbrochen. Die eigentliche äußere Portalöffnung ist rechteckig und weist in den oberen Ecken profilierte Kragsteine auf, die den Sturz des Bogenfeldes tragen. Ihr folgt nach innen eine breitere und höhere Laibung mit einem flachen Segmentbogen. In dieser Laibung liegen die inneren Stufen der Treppe, die auf das Podest vor dem Portal führt. Anschließend kommt noch die Laibung der Nische mit ihren Profilierungen. und ihrer Arkatur.
Knapp über den Scheiteln der äußeren Rundstäbe der Arkaturen verläuft ein waagerechtes Kraggesims mit viertelrundem Querschnitt mit waagerechter Oberseite, und zwar rund um den ganzen Raum, in zwölf im Grundriss geradlinig verlaufenden Teilabschnitten. Die Zwickel zwischen diesem Gesims und den äußeren Rundstäben der Arkatur sind mit glatten Werksteinen waagerecht vermauert, oberflächenbündig mit dem äußeren Rundstab und ebenso geradlinig in jedem dieser Abschnitte.

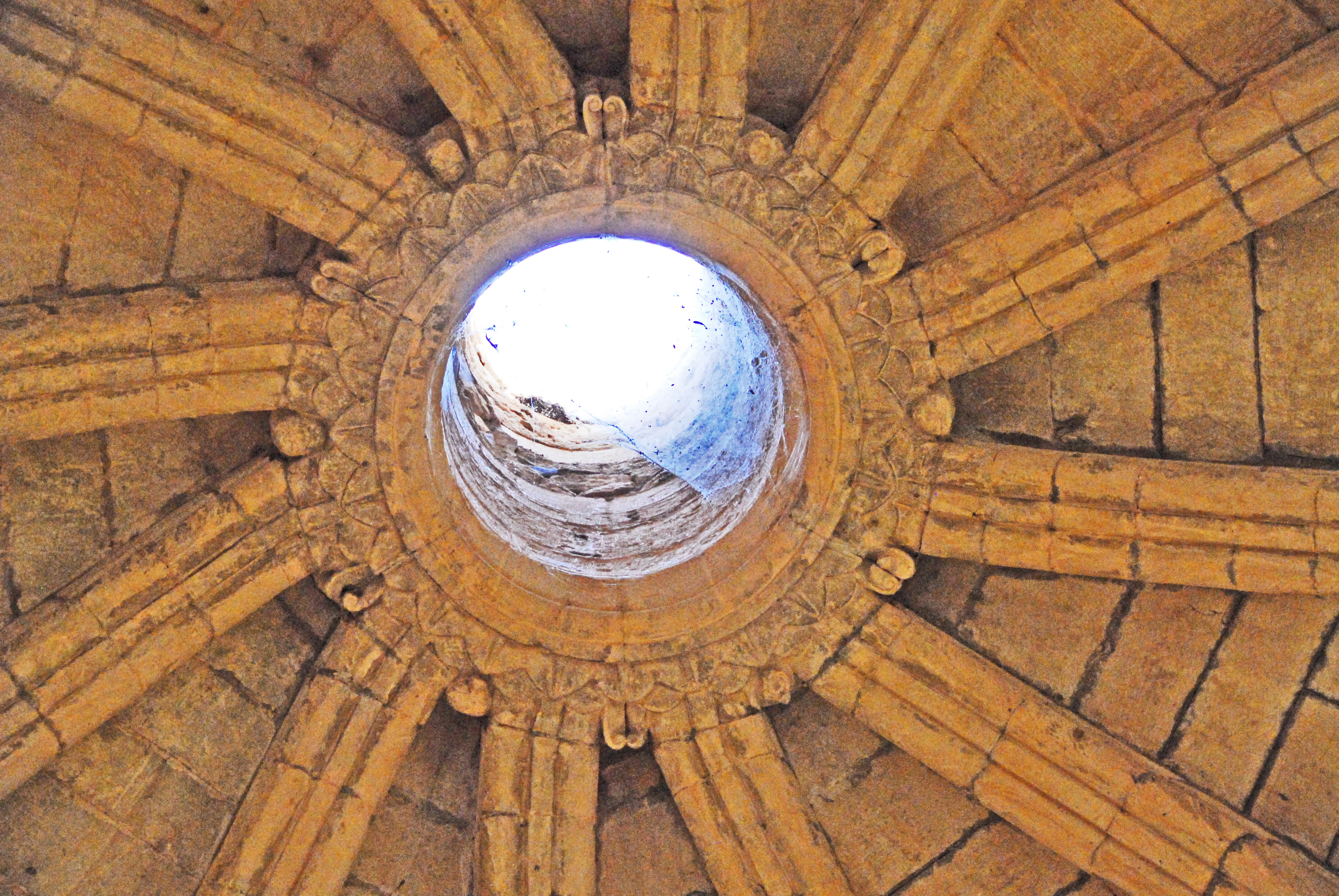
Saal, Ochsenauge

In Verlängerung der mittleren Säulen vor den Wandpfeilern sind zwischen den Kämpferplatten und dem umlaufenden Kraggesims schlanke Verbundsäulen aus doppelten Rundstäben mit einem schmalen Zwischenprofil vorgeblendet. Diese stehen über den Kämpferplatten auf gleich breiten, gegenüber den Kämpfern leicht vortretenden würfelförmigen Sockeln, die nur teilweise mit ausdrucksvollen Masken skulptiert sind. Am oberen Ende der Verbundsäulen tritt jeweils ein Kragstein vor, dessen Vorder- und Unterseite wie die Verbundsäule profiliert ist. Darüber wird das umlaufende Kraggesims um die Kragsteine herumgeführt. Das Kraggesims bildet den oberen Abschluss der senkrechten Innenseiten der Saalwände und deren Arkaturen.

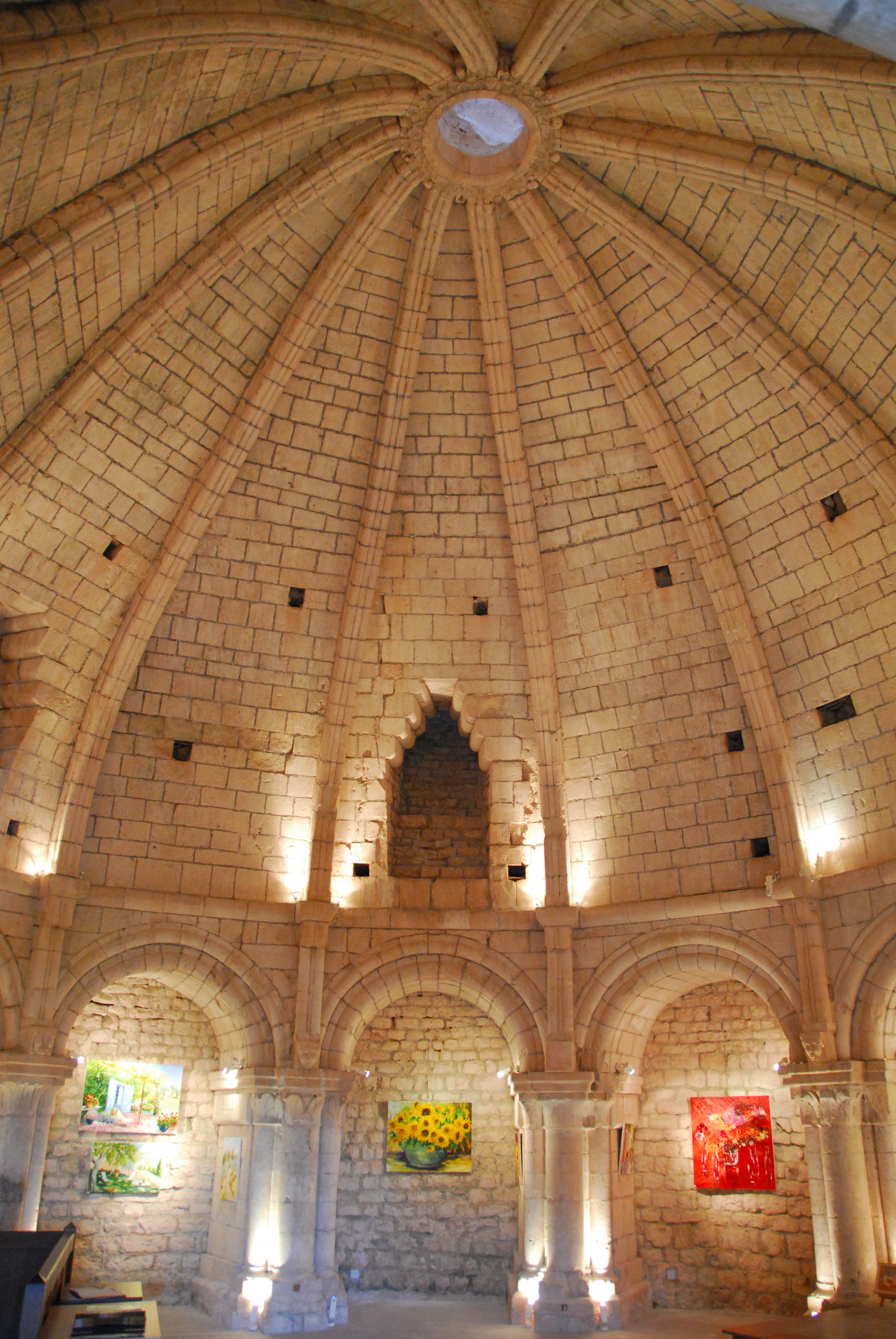
Saal, Gewölbesegmente auf Arkaturen

Darüber beginnt die hohe und weite Wölbung der nicht halbrunden, sondern halbelliptischen Kuppel. Ihre Zwickel sind wie die eines Klostergewölbes mit glatten Werksteinen in horizontalen Schichten gemauert. Eine hier seltene Konstruktion, die auch bei der halben Kuppel des Chorjochs der Kirche von Le Thor (Département Vaucluse) Anwendung fand. Die Kuppel wird getragen von vorspringenden Rippen mit nahezu quadratischem Querschnitt, der in vier etwas voneinander abgesetzten Rundstäben aufgelöst wird. Diese Rippen laufen unregelmäßig auf ein kreisrundes Ochsenauge, einen Oculus, in der Gewölbemitte zu. Die runde Öffnung wird von einem zylindrischen Schacht umgeben, an den zwölf kurze Querschnitte der Rippen angeformt sind. Der äußere Ring des Zylinders ist mit Blütenblättern und anderen pflanzlichen Motiven dekoriert. Bei den oben ankommenden Rippen fällt auf, dass sie nicht exakt radial auf den Rand des Oculus und seine angeformten Rippenstücke auftreffen. Die Rippen treffen vielmehr wie leicht nach einer Seite hin schraubenförmig verdreht auf den Zylinder. Das ist aber offensichtlich nicht ein von den Baumeistern beabsichtigter Effekt, sondern vielmehr das Ergebnis einer unvollkommenen Bauweise, die am ganzen Bauwerk beobachtet werden kann.
Der hohe Saal wird durch natürliches Licht nur sehr schwach belichtet. Es geht dabei um vier unregelmäßig verteilte Öffnungen im unteren Bereich der Gewölbezwickel. Zwei sind ostseitig beiderseits des Eingangsportals angeordnet, zwei weitere auf der westlichen Gegenseite. Jeweils wird innenseitig eine untere rechteckige Öffnung von einem spitzen, schichtenweise abgestuften Sturz überdeckt. Diese werden von etwa vier Meter hohen, im Querschnitt rechteckigen Lichtschächten mit rechteckigen Fensteröffnungen in der Außenwand verbunden. Diese stark restaurierten Schächte und deren Öffnungen sind, verglichen mit alten Beschreibungen und Zeichnungen, noch sehr original. Im Norden, von wo die kalten Winde kommen, und im Süden, wo ein ehemaliger älterer Turm stand, hat man keine Lichtschächte angeordnet. Die Öffnung konnten früher mit Läden verschlossen werden.
Im südwestlichen Bereich des Saals befindet sich eine rechteckige Öffnung im Fußboden, die von einem hölzernen Geländer eingefasst wird. Hier befindet sich der obere Lauf der im Erdgeschoss behandelten inneren Verbindungstreppe der beiden Geschosse. Allein schon der Umstand, dass diese Treppe zusammen mit der Wiederherstellung der Erdgeschossdecke in den Jahren 1986/1987 eingebaut worden ist, lässt darauf schließen, dass es diese Treppe auch ursprünglich gab.

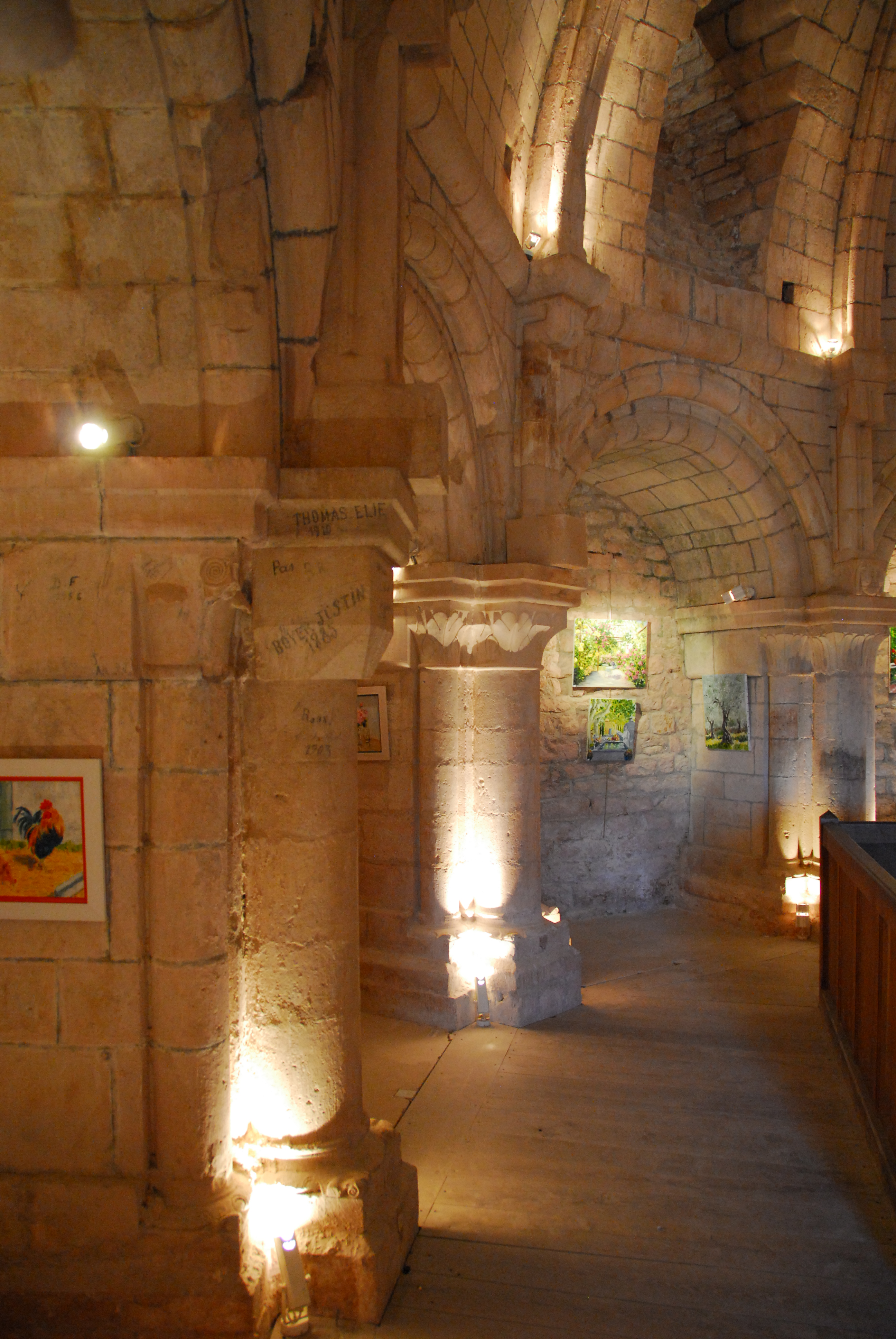
Arkaturen seitlich
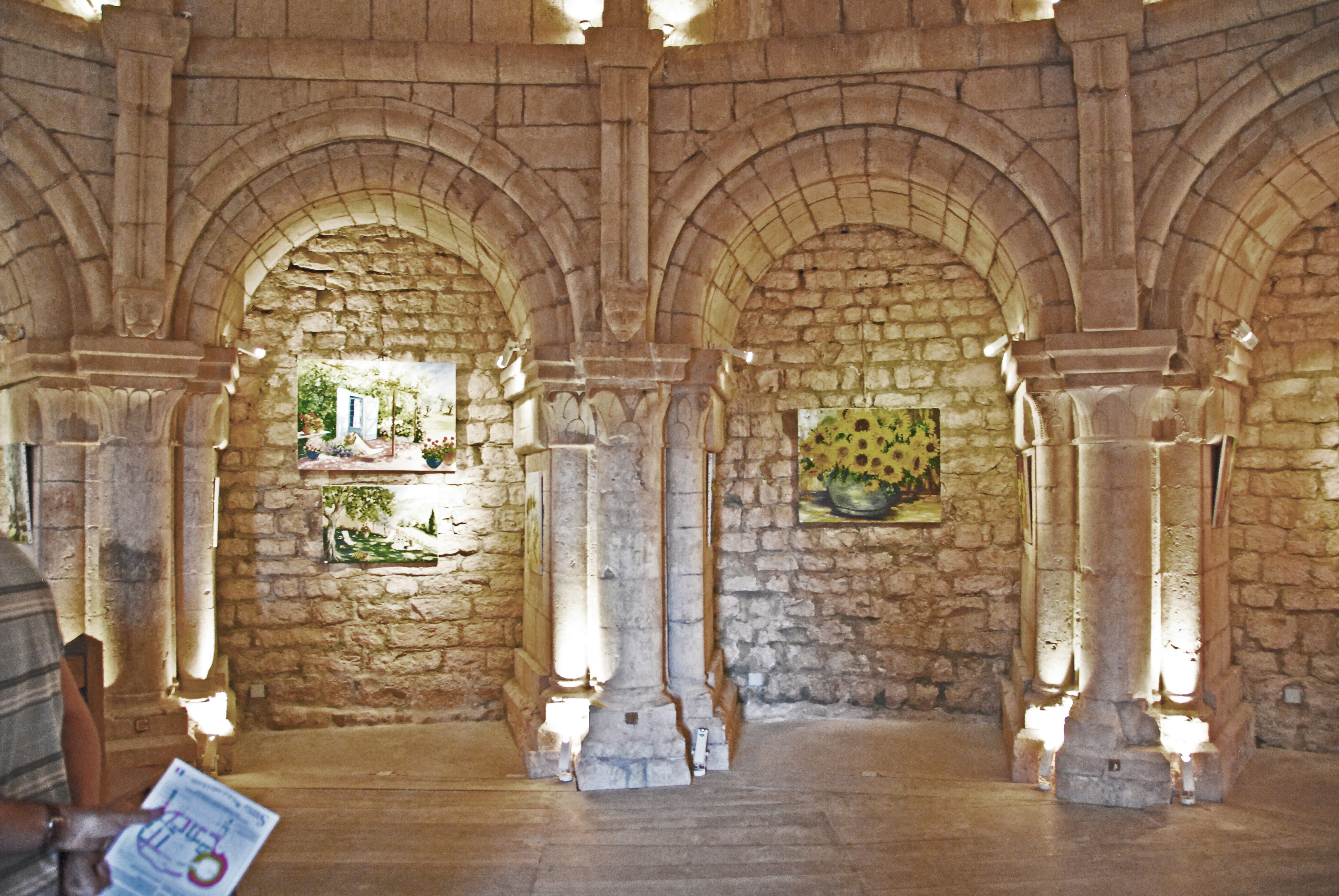
Zwei Arkaturen
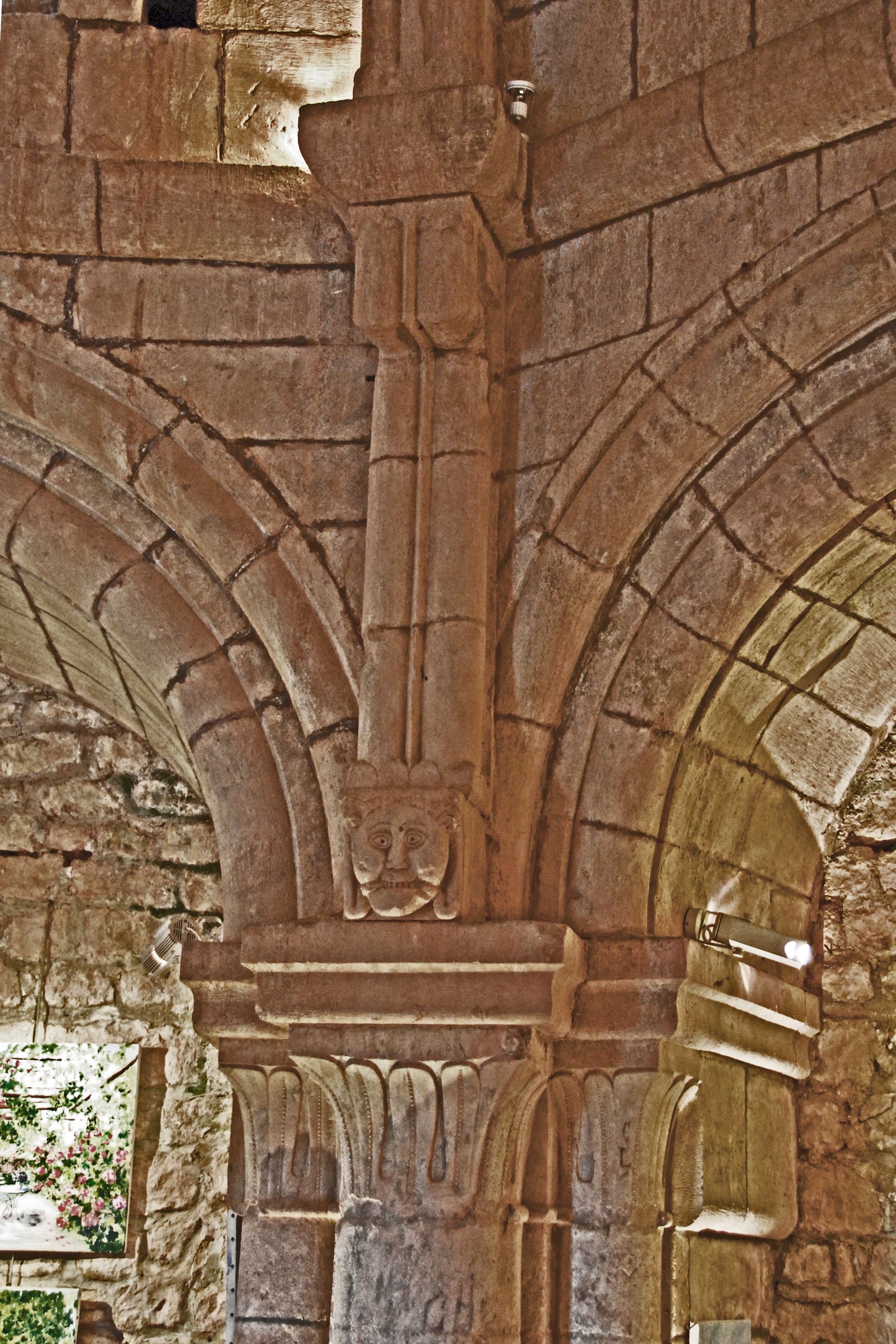
Kapitelle mit Zwickeln der Arkaturen
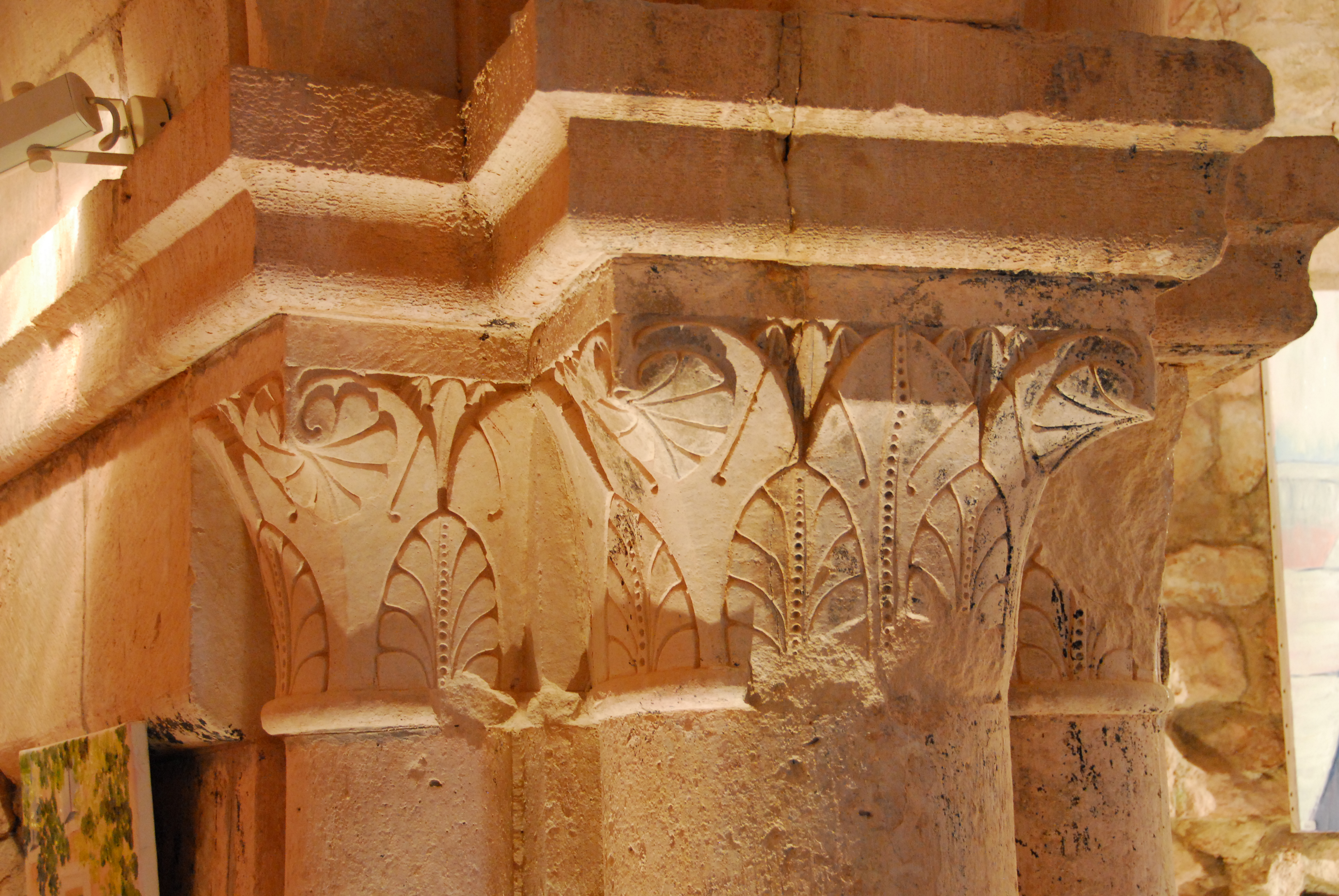
Blattkapitelle
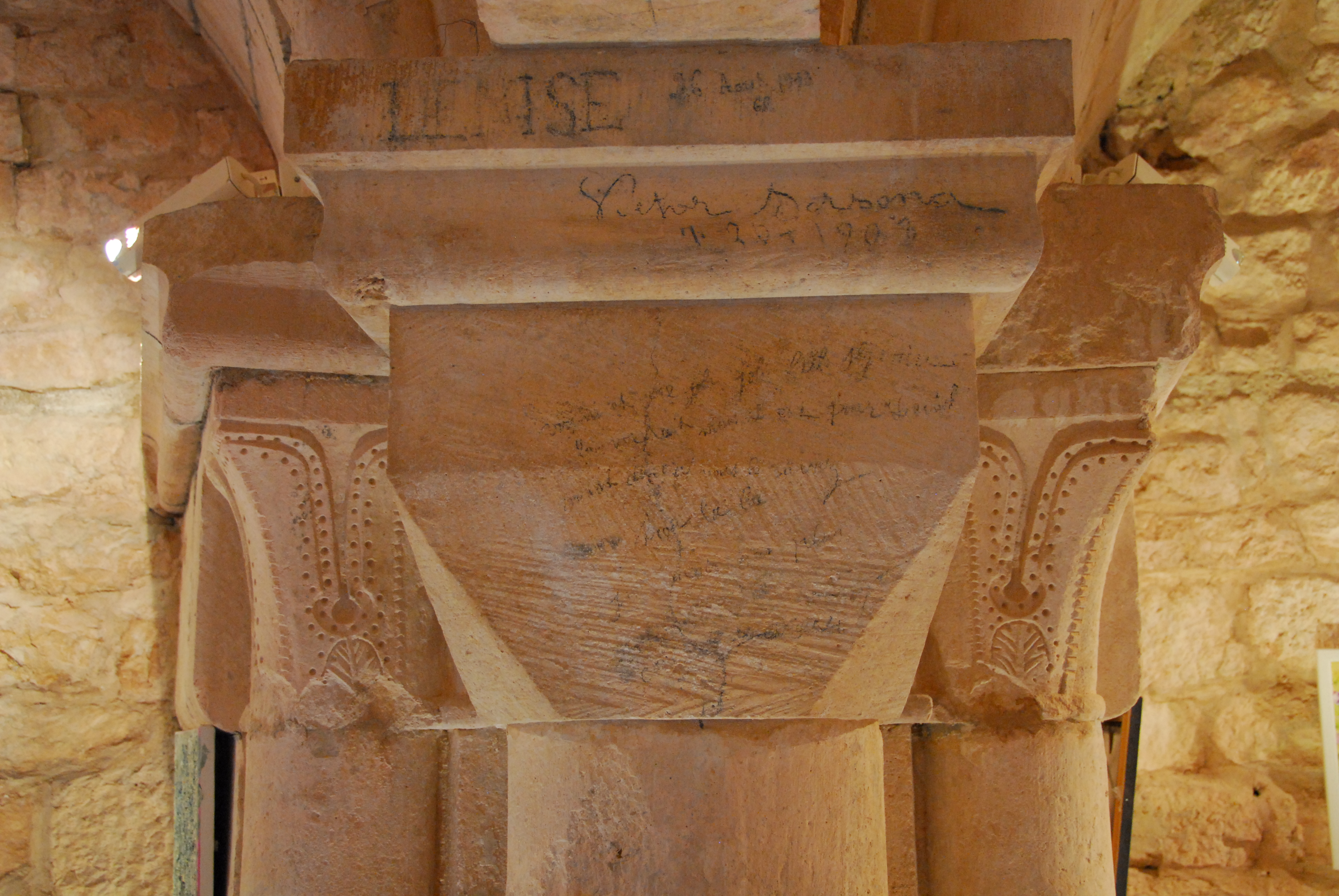
Kapitelle, Rohlinge
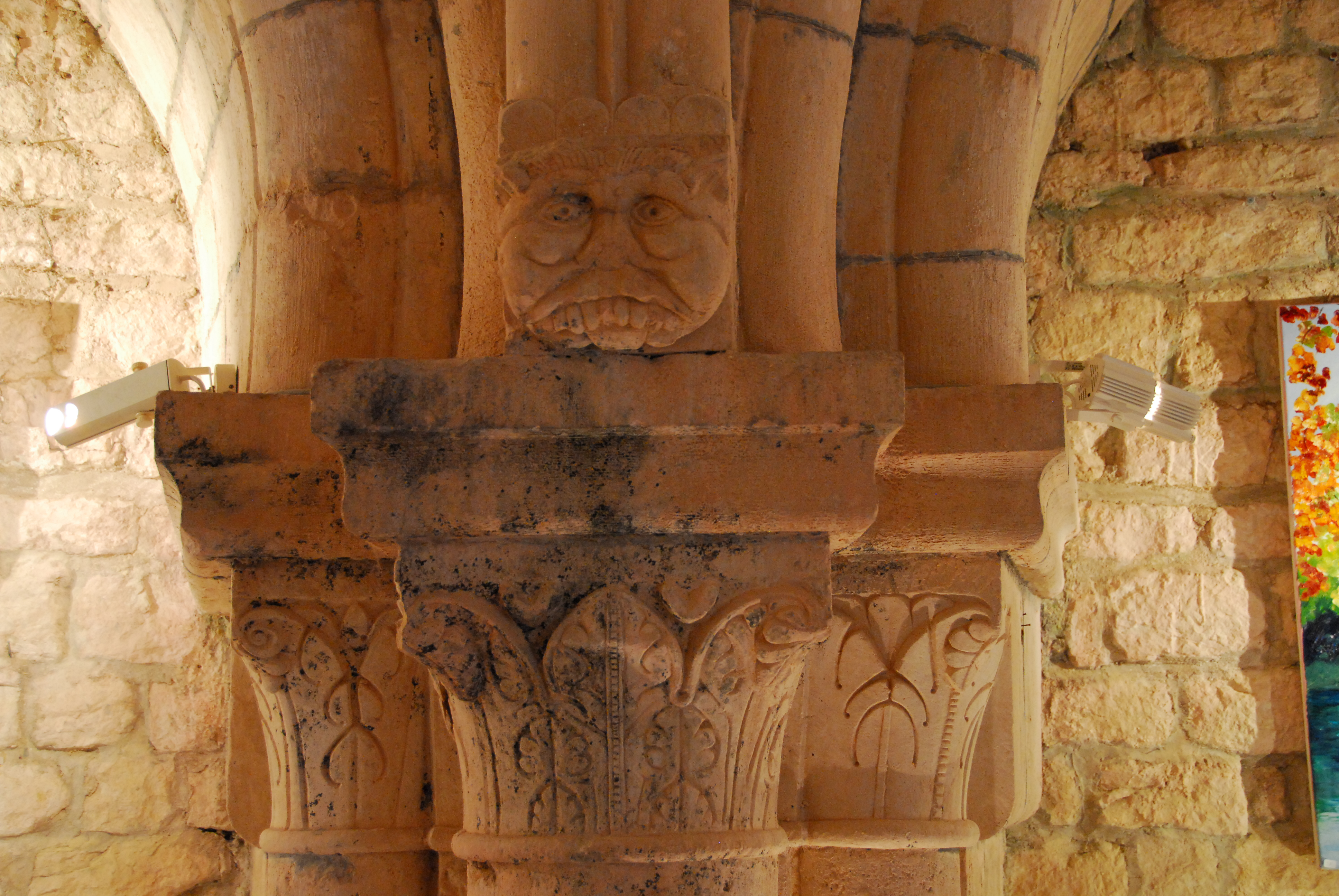
Blattkapitelle
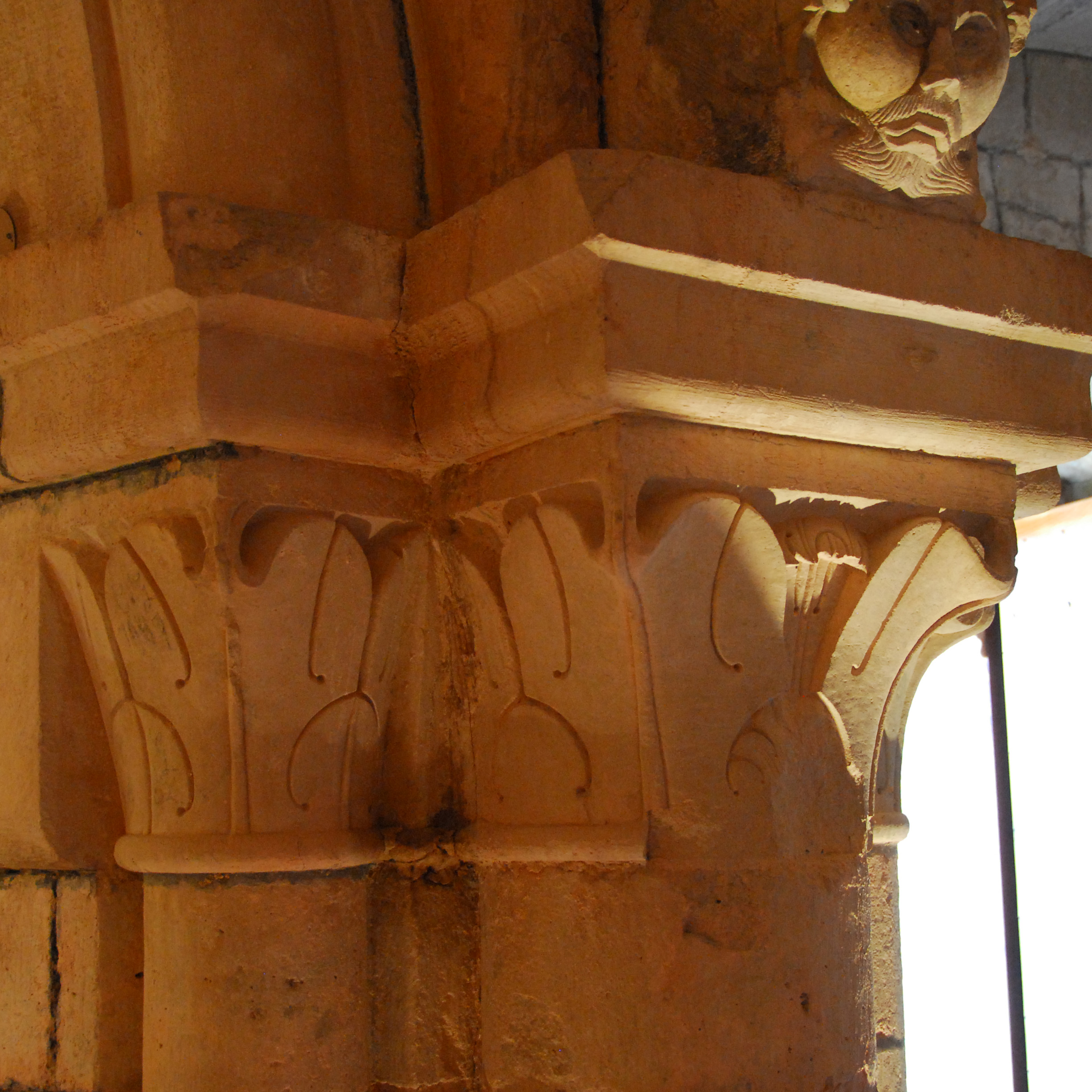
Blattkapitelle
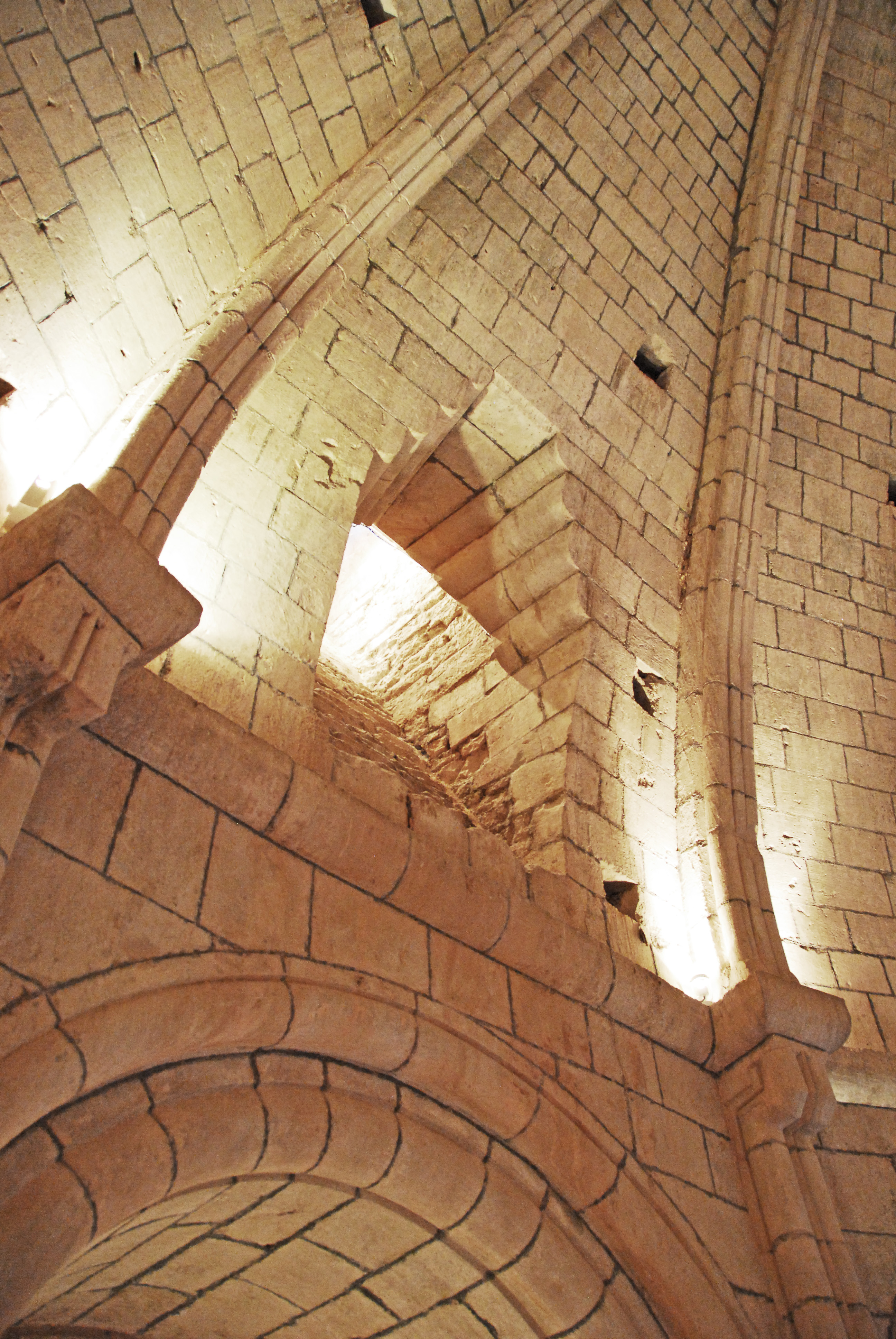
Gewölbesegment mit Lichtschacht
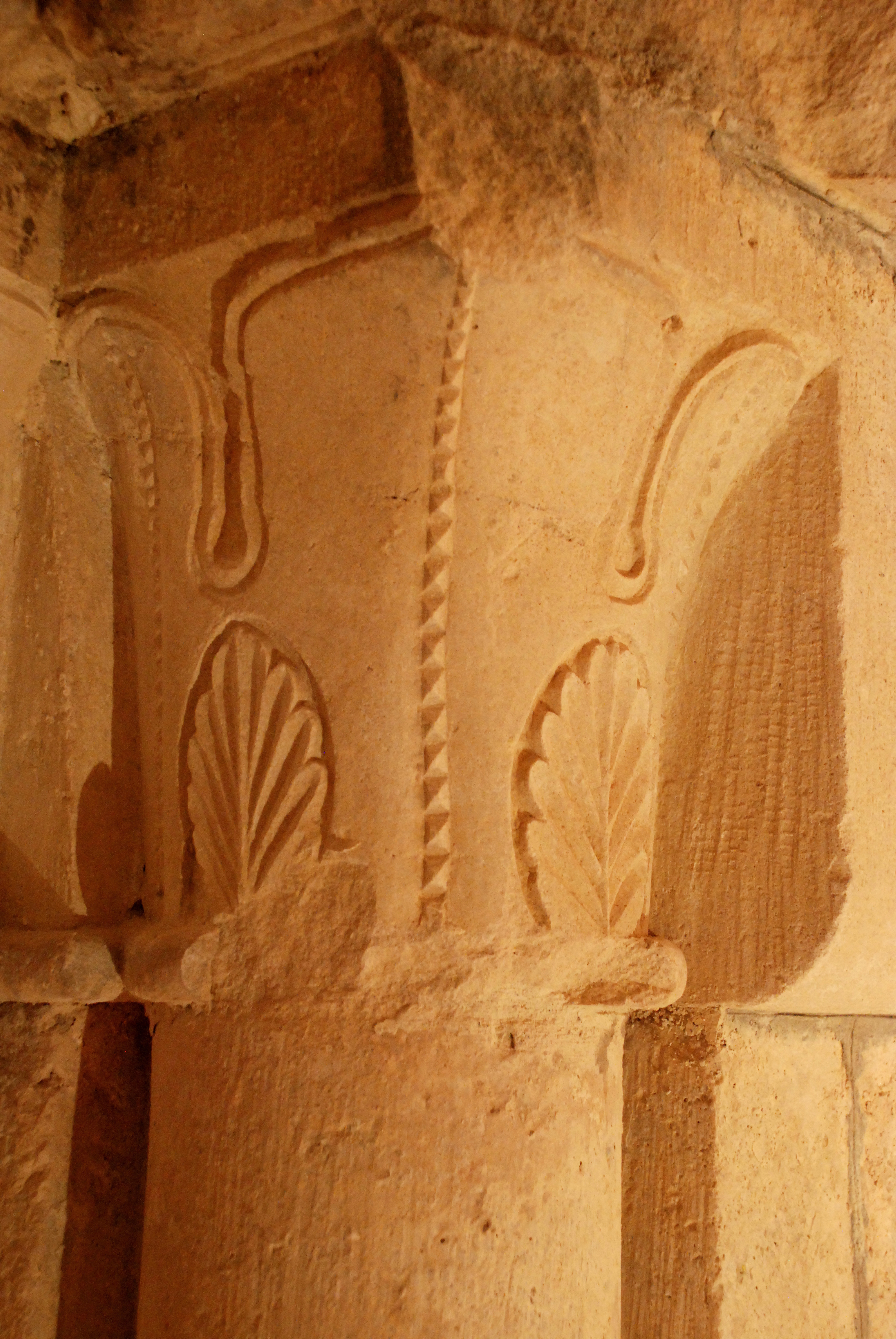
Blattkapitell
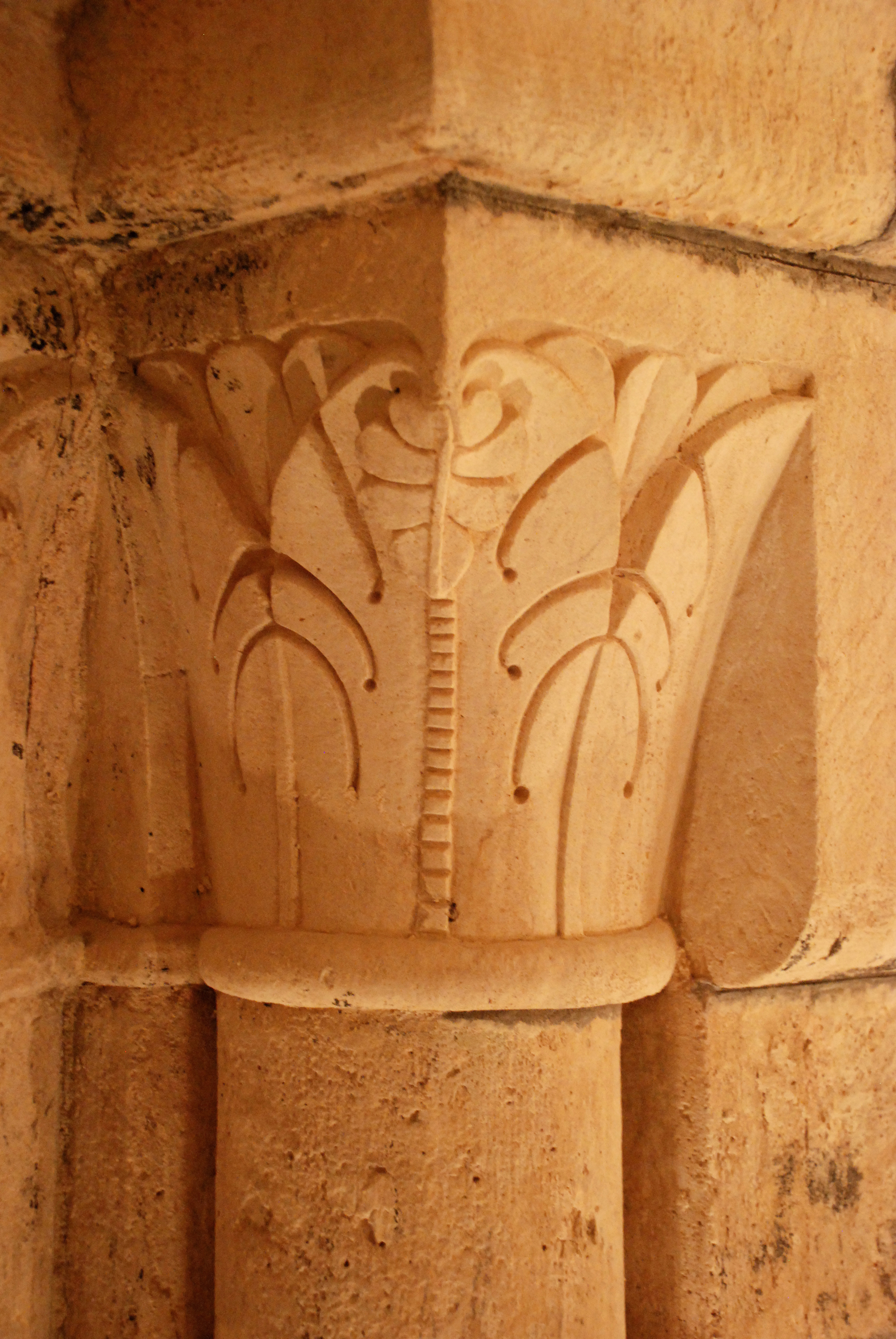
Blattkapitell

#### Maskendekoration über den Kapitellen
Über den Kapitellen der mittleren Säulen vor den Pfeilern sind würfelförmige Sockel unter den aufstrebenden Verbundsäulen angeordnet, die teilweise mit Menschenmasken, Köpfen, grotesk oder Grimassen schneidend, ausdrucksvoll oder einfältig skulptiert sind. Von den zwölf ursprünglich vorhandenen blieben nur neun, von denen zwei noch nicht lange verwittert sind.
Vom Eingangsportal aus sieht man von links nach rechts:
- 1. Maske eines bärtigen Alten, der die Zunge herausstreckt;
- 2. und 3. nicht mehr vorhanden;
- 4. eine seit kurzem beschädigte Menschenmaske mit Hörnern;
- 5. eine Maske, halb Mensch, halb Tier, mit vorspringenden Backenknochen, hält zwischen den Zähnen zwei lange Pferdehaarsträhnen, die beiderseits des Kopfes herabhängen;
- 6. ein menschliches, realistisches Gesicht mit Bart und Schnurrbart;
- 7. fehlt;
- 8. ein Frauenkopf, macht ein Mäulchen (Spuren roter und blauer Farbe);
- 9. Maske mit aufgedunsenem Gesicht, halb menschlich, halb tierisch, streckt die Zunge heraus, mit vorstehenden Zähnen, tief in den Höhlen liegenden Augen, abstehenden Ohren;
- 10. Kopf eines bartlosen Mönchs, gutmütig und schalkhaft lächelnd;
- 11. Frauenkopf mit langen Haaren und zaghaftem Lächeln;
- 12. männliches Gesicht mit vorspringenden Backenknochen, mit starkem Schnurrbart und Bart, der sich in zwei Büscheln ausbreitet, die Kopfbedeckung erinnert an eine Krone, vielleicht ist es der Kopf eines Königs (?) (Spuren roter und blauer Bemalung)

Man kann diese Masken (besonders Nr. 9) mit jenen teuflischen auf den Sockeln in der Galerie von Sénanque, denen im Kreuzgang von Ganagobie oder auch jenen der Konsolen im Chor von Notre-Dame de l’Ortiguière in Revest-du-Bion vergleichen.

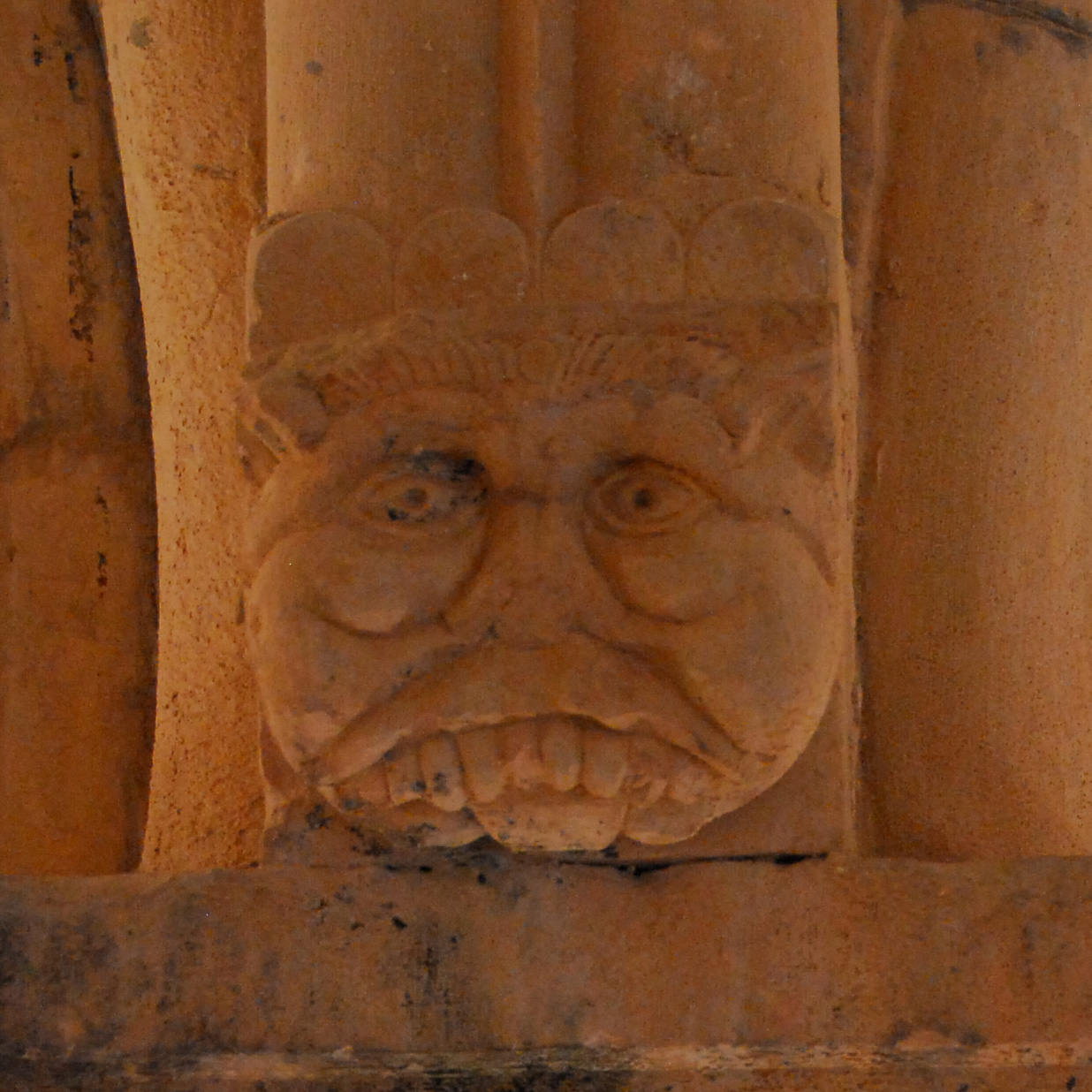
Maske Nr. 9

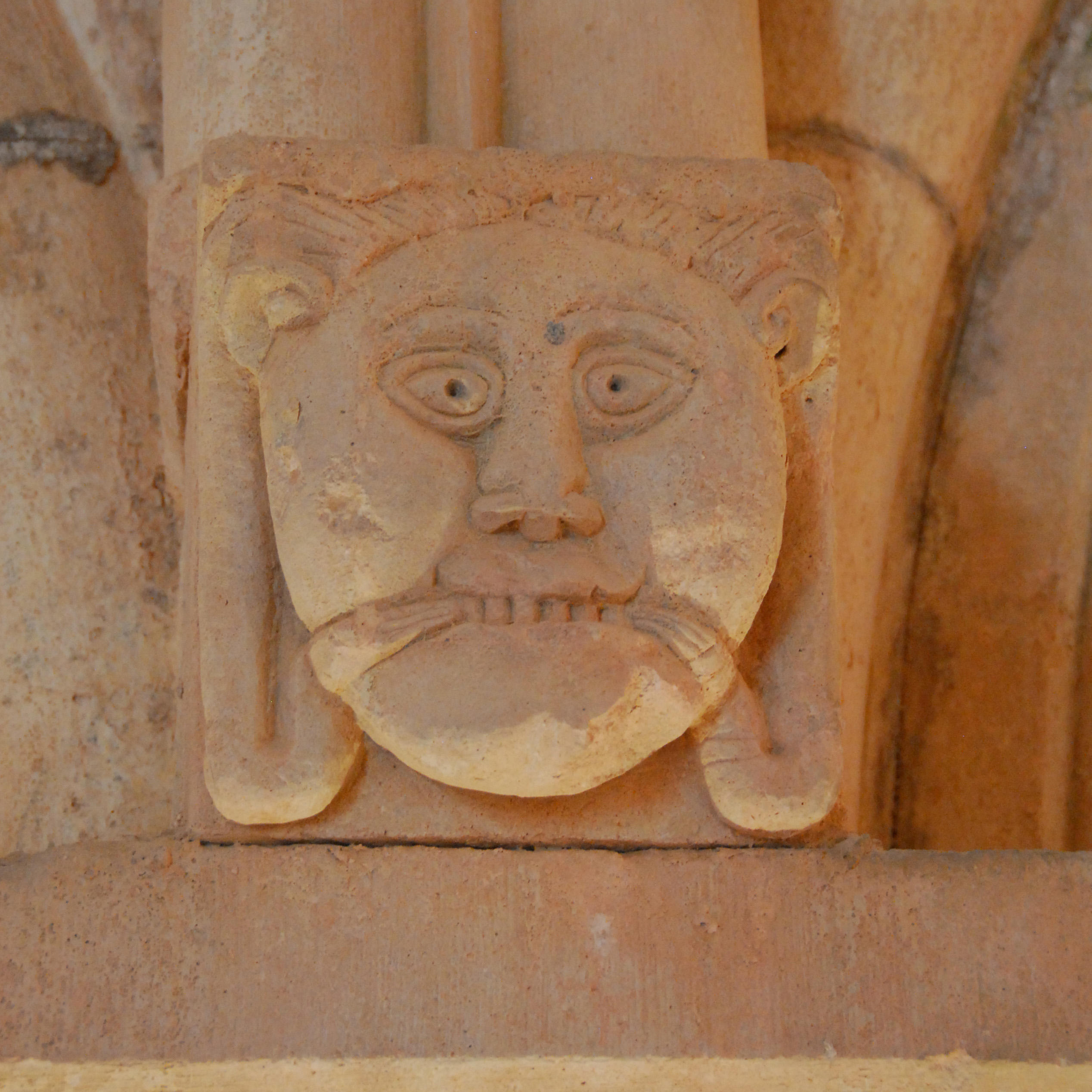
Maske Nr. 5
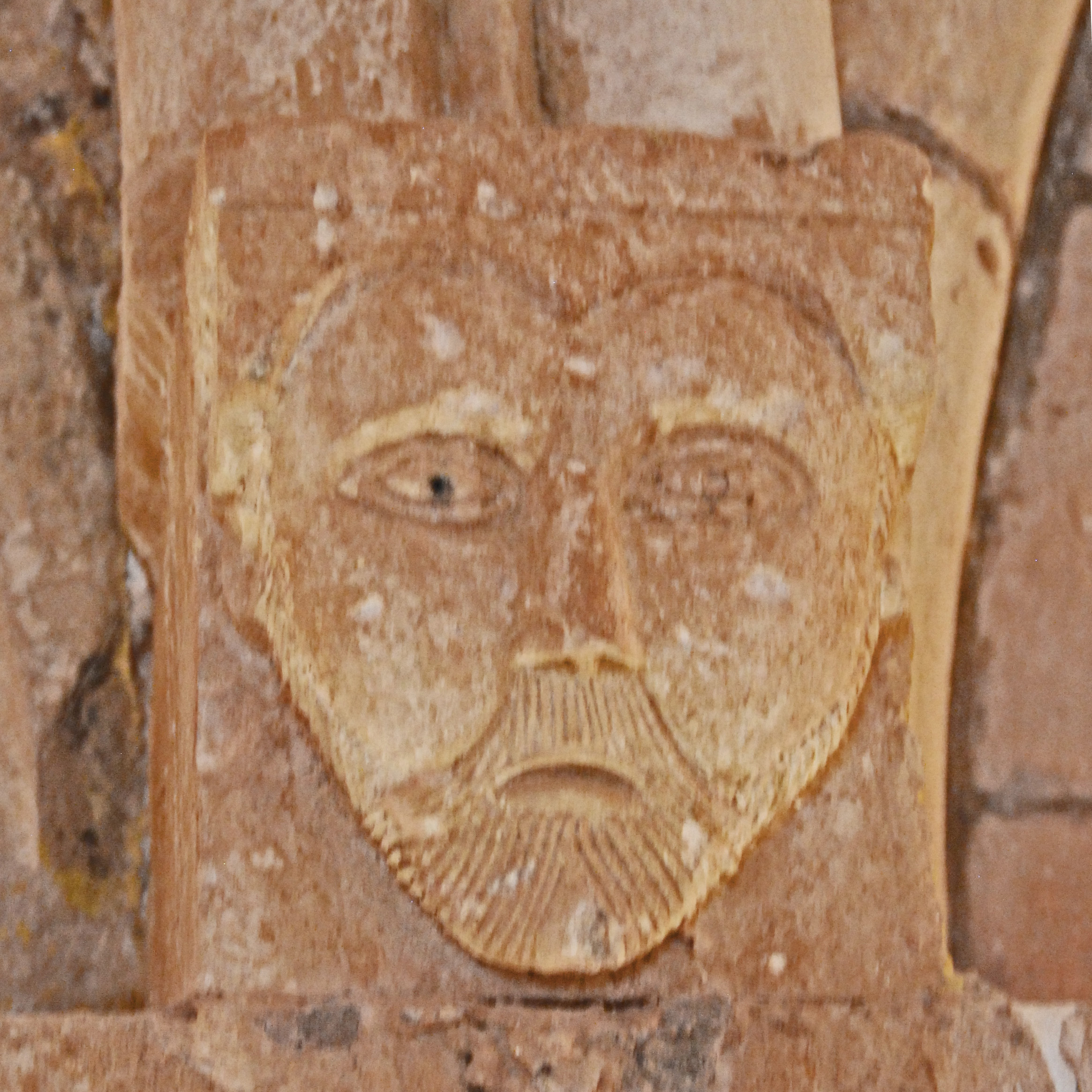
Maske Nr. 6
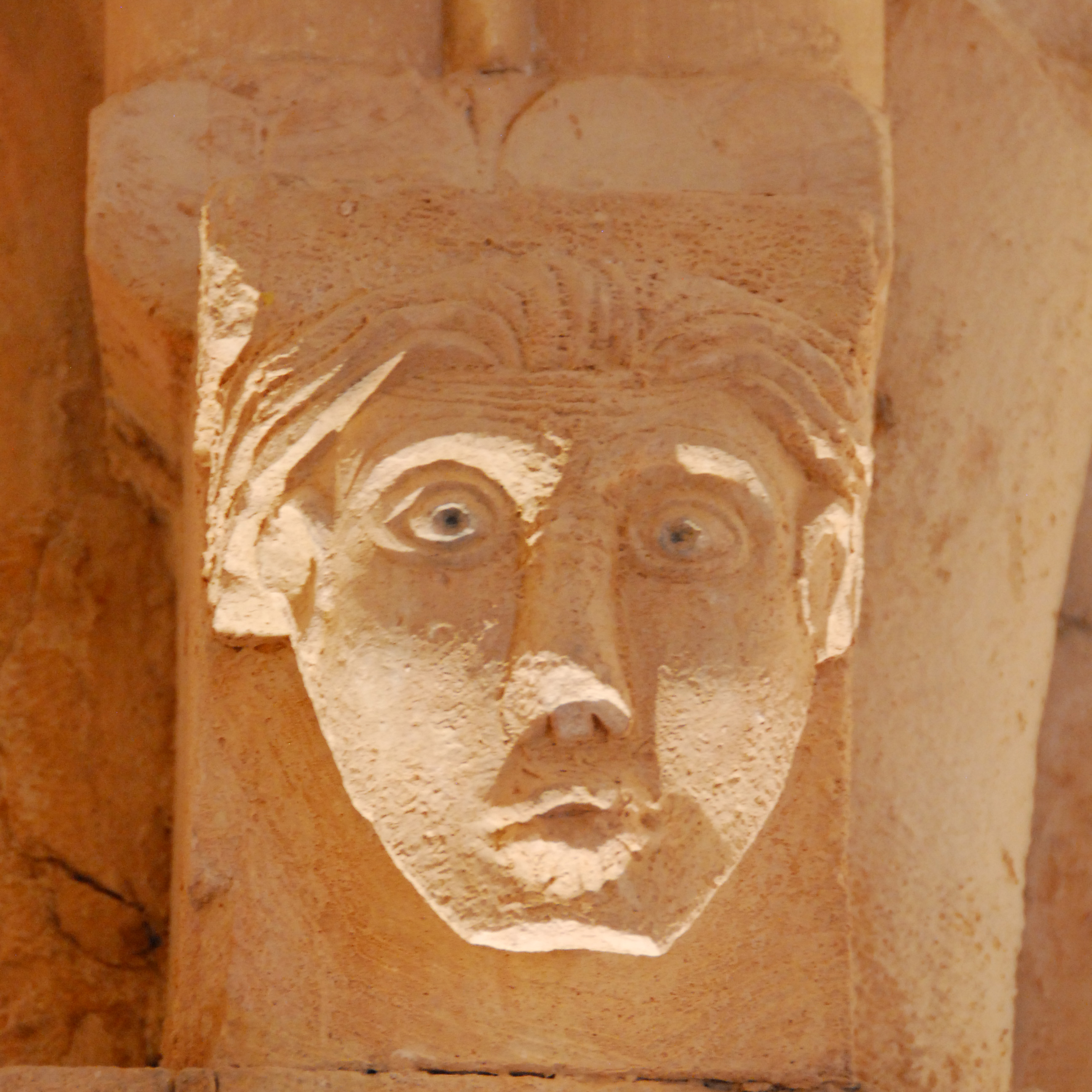
Maske Nr. 10
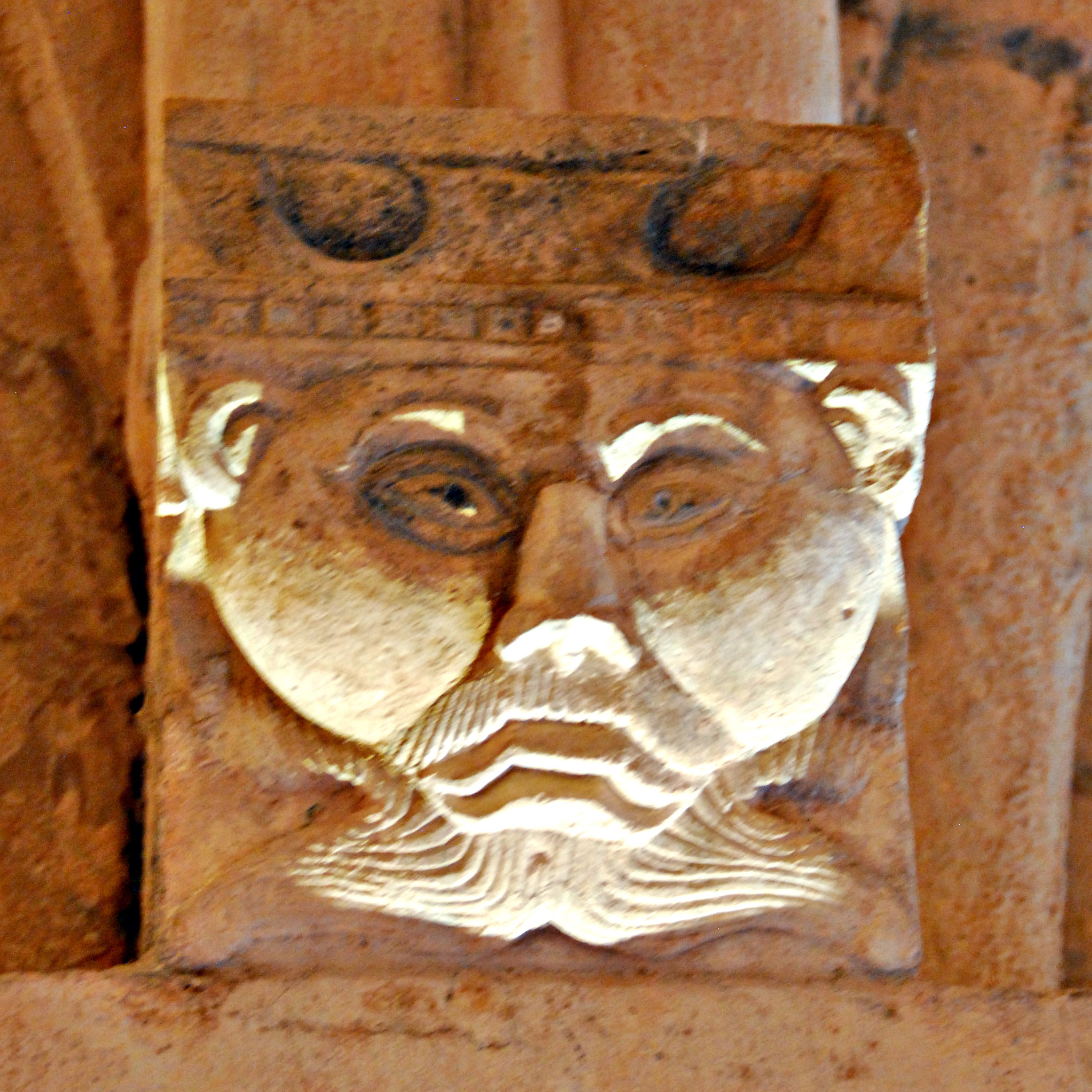
Maske Nr. 12

#### Unregelmäßigkeiten der Rotunde
Dieser interessante Donjon mit seinem seltsamen Grund- und Aufriss weist überraschende, aber vielleicht erklärbare Unregelmäßigkeiten auf. Zum Beispiel lässt sich der zwölfeckige Grundriss nicht in einen Kreis einordnen, sondern in ein Oval, dessen größter Durchmesser in der West-Ost-Achse verläuft. Daraus ergibt sich ohne Zweifel, dass man ihn an einer Stelle des Castrums errichtete, wo er in vorhandene Bauten eingezwängt werden musste, etwa an den älteren runden Turm im Süden, den man unbedingt erhalten wollte, dessen Spuren sogar noch erhalten sind, obwohl man ihn 1637 schleifte, um Steine für eine Ausbesserung des Châteaus zu gewinnen, und die steil abfallende Hanglage im Norden, oder vielleicht auch eine ältere Ringmauer (?).
Jedenfalls waren die Unregelmäßigkeiten nicht nur Konstruktionsfehler der Baumeister, die dadurch große Schwierigkeiten bei der Errichtung der Kuppel bekamen, wie etwa die unterschiedlichen Maße der Gewölbesegmente und die fast schraubenförmige Rippenführung in den letzten beiden Metern. Vergleicht man dieses Gebäude mit anderen zeitgenössischen, vor allem mit den Konventsgebäuden der Abtei von Sénanque, so wird man etliche Unterschiede in der Bauqualität feststellen, zu Lasten der Erbauer von Simiane, was auf Mängel an technischen Fähigkeiten oder gar Nachlässigkeiten zurückzuführen ist.

### Zeitliche Einordnungen
Die Rotunde weist alle Merkmale eines Gebäudes vom Ende des 12. Jahrhunderts, vielleicht auch vom Anfang des 13. Jahrhunderts auf. Der Bauplan lässt erkennen, dass Rippen die Kuppel tragen, die unter dem Kraggesims am Gewölbeanfang auf Zwillingswandsäulen mit kapitellähnlichen Abschlüssen stehen und über die Wandsäulen bis zur Basis des polygonalen Saales hinabreichen. Dieses Motiv findet man auch in der Apsis der Zisterzienserinnenkirche von Bonlieu im Département Drôme, die nicht vor dem ersten Viertel des 13. Jahrhunderts erbaut worden ist. Diese eher seltene Art der Baugliederung erscheint vom Ende des 12. Jahrhunderts an einfacher gestaltet in den Apsiden von St-Quenin in Vaison-la-Romaine und von Notre-Dame du Groseau in Malaucène. Fünfeckige Chorhäupter mit Spitzbogengewölbe sind für die Provence am Ende des 12. Jahrhunderts charakteristisch und mehr noch für die ersten Jahre des 13. Jahrhunderts, wie etwa bei den Kirchen von Le Thor, La Tour d’Aigues oder Bonpas.
Die flachen Segmentbögen der Türen gibt es vom Ende des 12. Jahrhunderts an, wie in Ganagobie und Sénanque, aber der gleichseitige Spitzbogen, drei sehr ausgeprägte in Simiane, erscheint in der Gegend nicht vor dem 13. Jahrhundert.
Das Simswerk deutet ebenfalls auf das Ende des 12. und Anfang des 13. Jahrhunderts hin: Das Profil der Gewölberippen begegnet uns wieder in der Kirche Notre-Dame von Le Thor. Der Viertelstab des Kraggesimses am Fuß der Kuppel und die systematisch verwendeten Hohlkehlen sind in der spätromanischen Architektur häufig, jedoch nicht vor dem Ende des 12. Jahrhunderts, wie beim Kreuzgang und Dormitorium von Sénanque. Die stark verzierten Säulenbasen stellen ein weiteres charakteristisches Detail für das Ende des 12. Jahrhunderts dar, etwa beim Kreuzgang von Sénanque und von Ganagobie und der Kirche Notre-Dame de Salagon. Schließlich findet man das Zickzackmotiv des Portals im Refektorium von Ganagobie und in der Kirche von Les Baux.
Die Skulptur gleicht erstaunlich den Ende des 12. Jahrhunderts erbauten Teilen der Abtei von Sénanque, und zwar dem Kreuzgang und dem Klostergebäude. Dort sieht man die gleichen flachen und stark stilisierten Blätter, vor allem ihre Umrandungen in einer der romanischen Plastik der Provence kaum verbreiteten Technik.
Die häufigen architektonischen und stilistischen Vergleiche mit Sénanque lassen an eine wohl enge Verbindung des Herrensitzes von Simiane mit der berühmten Abtei denken. Schließlich haben die Agoult-Simiane 1148 den Zisterziensern ihre Ländereien im Tal von Sénanque für eine Neugründung überlassen und blieben deren Wohltäter.
Diese verschiedenen Sachverhalte lassen das Baudatum dieses Châteaus, vor allem der Rotunde, ziemlich genau zwischen den Jahren 1190 und 1210 ansetzen. Es könnte dementsprechend von Guiran de Simiane oder von Bertrand Raimbaud Simiane, dem Gründer des nahen Klosters von Valsainte (Vallis Sancta) veranlasst und vielleicht von der Bauhütte, die etwa zur gleichen Zeit in der Abtei von Sénanque wirkte, ausgeführt worden sein. Dieses noch ganz im romanischen Geist errichtete Bauwerk lässt dennoch den kommenden gotischen Stil bereits erkennen.

### Zweck des Bauwerks
Zweifellos gibt es im Midi kein anderes mittelalterliches Bauwerk, dessen Grund- und Aufriss die Kunsthistoriker so angeregt hat wie die Rotunde von Simiane.
Abgesehen von einigen lokalen Heimatforschern des 19. Jahrhunderts, die in der Rotunde einen „heidnischen Tempel des Sonnengottes“ sahen, betrachteten die Kunsthistoriker diesen Bau im Allgemeinen als eine herrschaftliche Kapelle über einer Grabstätten-Krypta und datierten sie auf den Beginn des 12. Jahrhunderts. Nur der Wissenschaftler Henri Révol, der viel für die romanische Architektur der Provence getan hat und das Monument von Simiane gut kannte, über das er mehrere Jahre lang gearbeitet hat, gab eine begründete Interpretation, die man aber schon bald vergaß. Er sah in dem Bau ganz einfach den „Donjon oder das ursprüngliche Château der Herren von Simiane“, eine Hypothese, die der Baron von Mévolhon bereits 1813 aufgestellt hatte.
Mittelalterliche, von einer Kuppel überdeckte Rundbauten gibt es verhältnismäßig viele. Die einen dienen religiösen Zwecken, oft als Grabstätte, nach dem Vorbild der heiligen Grabeskirche in Jerusalem, die anderen profanen, wie etwa als Donjon, Küche oder anderes. Beide zeigen oft die gleiche Bauweise. Nur die Ausstattung dieser Gebäude bestimmt die jeweilige Verwendung.
Bei der Rotunde von Simiane dürfte es sich um kein religiöses Bauwerk, eine Gutskapelle, Grabkapelle oder beides gemeinsam, handeln, denn sonst wäre sie mit Sicherheit in mittelalterlichen Texten über Simiane als solche erwähnt worden. Vor allem hätte man sie religiös und nicht rein künstlerisch ausgestattet.
Eine verlockende und lange vertretene Hypothese sah in der Rotunde das Grabdenkmal des Raimbaud d’Agoult, eines berühmten Kriegers, der an der Seite der Provenzalen am ersten Kreuzzug teilnahm und dessen Mausoleum in seiner Heimat an die Grabeskirche erinnert habe. Der erdgeschossige Raum sei eine Grablege gewesen, der obere eine Grabkapelle mit einem zentralen Altar und mit Nischen nach Art der arcosolia, als Grabstätte anderer Mitglieder der Herrschaften von Simiane. Das Türmchen auf dem Bauwerk müsste dann eine Totenlaterne enthalten haben. Tatsächlich starb aber diese bekannte Persönlichkeit vor 1113 als Herr von Simiane, Mitherr von Apt, von Sault, Caseneuve, d’Agoult und weitere, Bruder des Laugier, Bischofs von Apt, und von Raymond, Herr von Sault, der als capitaneus in den allerersten Jahren des 12. Jahrhunderts erwähnt wird, was wohl auf seine bedeutende Führungsrolle im Kreuzzug hindeutete. Nun entstand aber dieses Bauwerk nicht vor den letzten Jahren des 12. Jahrhunderts. Man hätte wohl kaum 80 Jahre gewartet, um ihm dieses Grabmal zu errichten.
Wie immer wieder betont wird, ist dieser mächtige Turm tatsächlich der Donjon des Châteaus von Simiane, welches sowohl militärisch als auch administrativ eine besondere Rolle gespielt hat, wobei das eigentliche, weit geräumigere Herrenhaus sich stets innerhalb der Ringmauer des Castrums befand, allerdings von diesem unabhängig. Der Donjon besaß einen erdgeschossigen Saal, dessen genaue Bestimmung nicht belegt ist. Möglicherweise war er zugleich Waffenkammer, Vorratsraum und „Keller“, über dem der wesentlich besser ausgestattete und geräumigere Saal lag, zu dem man vom Hof des Châteaus über eine Treppe und durch einen monumentalen Eingang gelangte. Diesen Prunk- und Empfangssaal schmückt ornamentale Skulptur.
Als Ehrenraum diente er wohl vielfältigen Zwecken, wie zweifellos zu lokalen Zusammenkünften und offiziellen Handlungen. Nur wenige auf diesen Donjon bezogene Dokumente bestätigen diese Vermutung. Am 17. August 1313 wurde zwischen Raimbaud d’Agoult und den Bewohnern von Simiane „im Fort von Simiane“ ein Vertrag abgeschlossen, einen anderen, vom 22. Oktober 1359, besiegelte man „vor dem Fort des besagten Châteaus in der Nähe der Türe“. Schließlich diente dieser Saal auch den im verfeinerten 13. Jahrhundert üblichen Empfängen, in Nachahmung der Bräuche in den Palästen von Forcalquier, Aix und Avignon. Inventarien der zeitgenössischen Schlösser des Luberon ermöglichen es, sich die innere Ausgestaltung eines solchen Gebäudes vorzustellen, etwa mit Wandbehängen, mit einigen Truhen, Bänken, und Geräten für Heizung und Beleuchtung. Der Rauch der Feuerstellen konnte durch den vertikalen Abzug im Türmchen auf dem Dach abziehen. Dabei wurde der Raum über die Lichtschächte in den Gewölbezwickeln mit Frischluft versorgt.
Der wehrhaft befestigte Donjon diente auch als hochgelegener Beobachtungsposten, Wachturm und ganz allgemein zur Verteidigung und als Zuflucht für die Besatzung der Burg. Zur Verteidigung konnte man auf die obere Plattform gelangen, die von heute verschwundenen Zinnen geschützt wurde. Der Eingang zu der innerhalb des Mauerwerks nach oben führenden „Geheimtreppe“ lag auf der gleichen Ebene wie der Umgang auf der nördlichen Wehrmauer der Burg und stand zu diesem in unmittelbarer Verbindung. Nur wenige Zugänge führten auf diesen Umgang. Diese konnten wie auch der Haupteingang zum Burghof von oben verteidigt werden. Falls der Feind den großen Saal besetzt hätte, so konnte er mit Wurfgeschossen durch die zentrale Öffnung überwältigt werden. Immerhin war die obere Plattform des Donjons die letzte Zuflucht der Verteidiger.
Die in der Hochprovence zahlreichen Châteaus aus dem 11. und 12. Jahrhundert – Texte der Kunstgeschichte erwähnen etwa dreißig in der Gegend um Apt und fast gleich viele in der von Aygues – blieben meist schlecht erhalten, da die meisten im Mittelalter rekonstruiert worden sind. Aus dem 13. Jahrhundert findet man mehrere, die aber oft nur aus einem einfachen viereckigen Donjon bestehen, so in Forcalquier, Porchères und Redortie. Nur der kurz nach 1241 erbaute Tour de Constance in Aigues-Mortes erinnert in erstaunlicher Weise an die Gesamtanlage des Donjons von Simiane, der einige Jahrzehnte älter ist und deshalb als Prototyp des Rund-Donjons im Midi gilt.
Das Château von Simiane ist also einer der ältesten und seltensten Zeugen der profanen und militärischen Architektur Südfrankreichs. Eine alte Burg, unter deren derbem Äußeren sich ein den Herren von Simiane gemäßer Dekor verbirgt, ein Donjon, der das Château und die Ortschaft beherrscht, die sich unter seinem Schutz entwickelte.